# Sestri Ponente
Sestri Ponente (Sèstri in ligure) è uno dei quartieri del ponente genovese, tra i più vasti e popolosi dell'intero comune.
Comune autonomo fino al 1926, quando insieme ad altri diciotto comuni del genovesato fu inglobato nel comune di Genova, per costituire la cosiddetta Grande Genova, nella ripartizione amministrativa del comune fu dapprima una "delegazione" e poi una "circoscrizione". Nella nuova ripartizione in vigore dal 2005 fa parte del Municipio VI Medio Ponente, insieme al quartiere di Cornigliano.
Compreso tra i quartieri di Cornigliano e Pegli, comprende le "unità urbanistiche" di "Sestri" propriamente intesa, "San Giovanni Battista", "Calcinara" e "Borzoli Ovest", che complessivamente si estendono su un'area di 17 km² ed hanno una popolazione di 43 705 abitanti (al 31 dicembre 2022).
La sua trasformazione da piccolo centro agricolo, marinaro e turistico a cittadina industriale coincide con lo sviluppo della cantieristica navale e della siderurgia tra la fine dell'Ottocento e la prima guerra mondiale, periodo in cui era ancora un comune autonomo.

## Geografia fisica

Il monte Gazzo e le strutture cantieristiche di Sestri Ponente, viste dal nuovo quartiere della Marina di Sestri

Ad alta densità abitativa ed industriale (ha circa 50 000 abitanti ma negli anni settanta arrivò a quasi 80 000), occupa una zona in parte pianeggiante e in parte collinare estendendosi dal mare fino ai 419 metri del monte Gazzo, sulla cui sommità si erge il santuario di Nostra Signora del Gazzo (o santuario di Nostra Signora di Misericordia).
I confini della delegazione si possono individuare a levante, con Cornigliano, nel promontorio di Sant'Andrea (dove esisteva il castello Raggio) e a ponente, con Multedo, con il torrente Marotto. A nord con il più ristretto quartiere di Borzoli il confine è segnato approssimativamente dal tratto autostradale della A10 che passa sopra il torrente Ruscarolo.
Sulle alture retrostanti Sestri corre quella che molti studi considerano la divisione geologica tra Alpi e Appennini, nota come linea Sestri-Voltaggio (quella geografica si trova più a ponente sul Colle di Cadibona).

### Clima
Il clima sestrese è di tipo temperato marittimo, caratterizzato da inverni non freddi, con temperature del mese più freddo che variano dagli 8 °C della zona di via Merano ai 4 °C della parte più lontana dal mare e più elevata, sulle alture che danno verso la bassa Val Polcevera. La zona è però caratterizzata da frequenti e forti venti di tramontana, specie nel settore orientale della delegazione, che accentuano la sensazione di freddo; il numero dei giorni con gelo varia dai 3 di via Merano ai 10 di monte Scarpino.
La neve non è rarissima, con numero di giorni nevosi annui che va dai 3 della costa ai 5 delle zone più elevate della delegazione.
L'estate è moderatamente calda, con medie del mese più caldo tra 23,5 °C e 24,5 °C, con deboli escursioni. Tuttavia l'umidità, sempre piuttosto elevata, la rende afosa.
Il regime pluviometrico è particolare, con un picco molto accentuato nei tre mesi autunnali (settembre, ottobre, novembre), con ottobre mese più piovoso, e un lievissimo massimo secondario primaverile, ma che differisce pochissimo dalla quantità di pioggia che cade in inverno e in estate, la "stagione meno piovosa", ma con scarto minimo rispetto alle altre due (luglio, il mese meno piovoso, ha ancora 56 mm: nel territorio, in luglio vanno dai 27 mm all'aeroporto e i 70 nei contrafforti montuosi). Si registrano temporali estivi notevolmente forti, specie in agosto. Il numero dei giorni piovosi è di circa 132 l'anno con una media circa 1367 mm. Il soleggiamento è di circa 2 100 ore di sole l'anno (per fare un confronto, in Spagna le ore di sole vanno dalle 1 800 dal NO della Galizia alle 3 200 della Costa De La Luz, sull'Atlantico Andaluso, con circa 2 000 nei Paesi Baschi), migliore in inverno rispetto all'estate.
La seguente tabella riassume i dati climatici nella zona centrale della delegazione:
| Mese      | T. Min (°C) | T. Max (°C) | mm pioggia | Giorni con pioggia |
| --------- | ----------- | ----------- | ---------- | ------------------ |
| Gennaio   | 5,4         | 9,6         | 105        | 12                 |
| Febbraio  | 5,6         | 9,8         | 66         | 10                 |
| Marzo     | 7,8         | 12,2        | 85         | 11                 |
| Aprile    | 10,6        | 17,0        | 105        | 12                 |
| Maggio    | 13,5        | 20,0        | 94         | 12                 |
| Giugno    | 17,7        | 23,5        | 90         | 9                  |
| Luglio    | 21,2        | 27,0        | 56         | 7                  |
| Agosto    | 21,0        | 26,8        | 121        | 9                  |
| Settembre | 17,8        | 23,6        | 155        | 12                 |
| Ottobre   | 14,0        | 19,6        | 215        | 13                 |
| Novembre  | 9,4         | 14,2        | 165        | 13                 |
| Dicembre  | 6,2         | 11,8        | 110        | 12                 |
| Annuale   | 12,4        | 17,9        | 1 367      | 132                |

Fonte: dati sul sito Meteo Genova Archivio dal 1973 al 2010, con accurati studi e ricerche dell'équipe del meteorologo genovese Paolo Bonino
Proprio a causa del picco di piovosità compreso tra fine estate e inizio autunno a Sestri, come in molte altre zone di Genova, si sono registrate negli anni numerose alluvioni in quel periodo. Le più importanti e dannose quelle del 7 ottobre 1970 provocata dai torrenti Chiaravagna e Cantarena e del 4 ottobre 2010 dallo straripamento dei torrenti Cantarena, Molinassi e Chiaravagna.

### Idrografia

#### I torrenti

Il letto del torrente Chiaravagna invaso da una fitta vegetazione, con il viadotto dell'A10 e sullo sfondo a sinistra il monte Gazzo

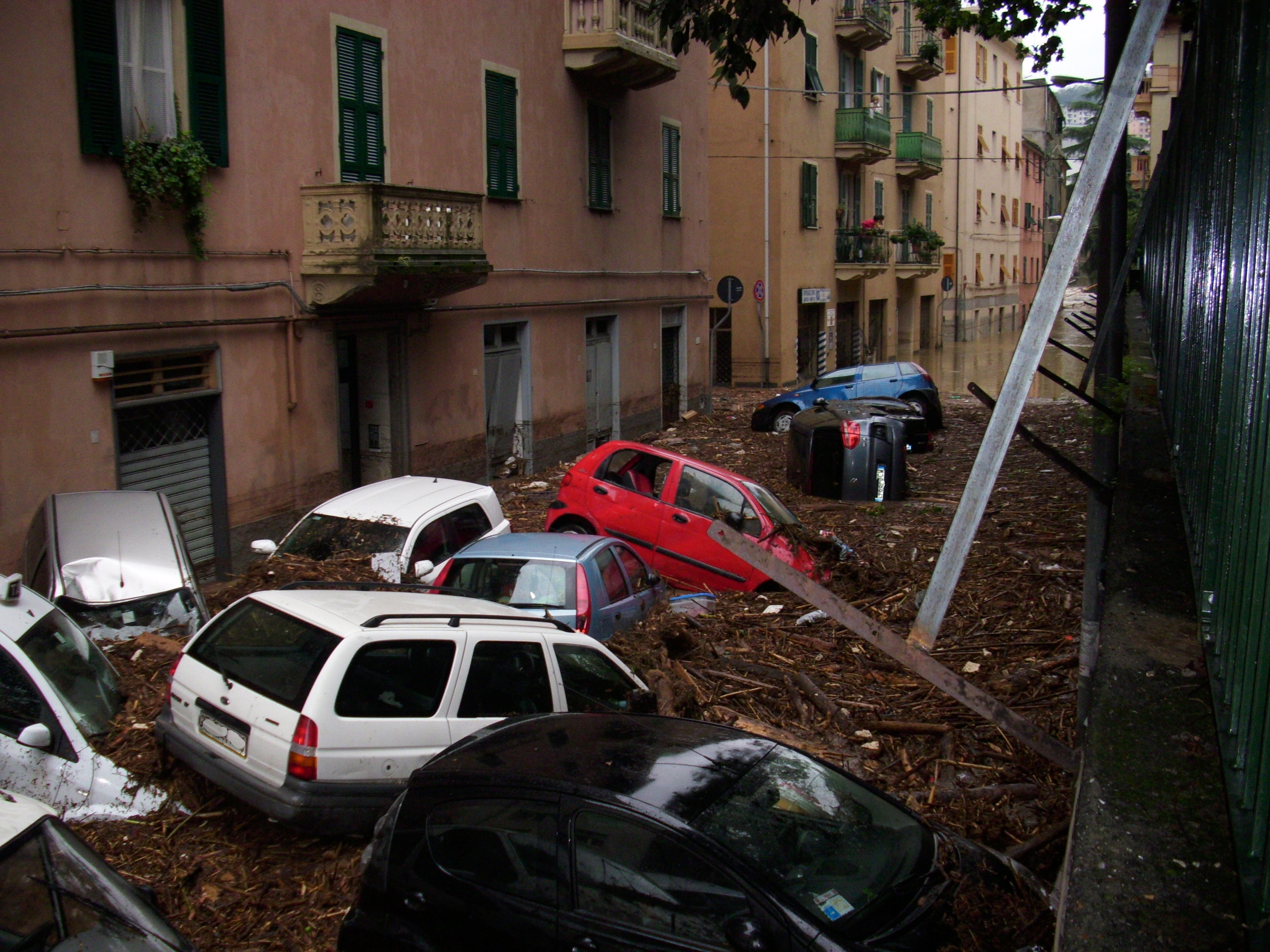
Auto accatastate dopo l'esondazione del rio Molinassi il 4 ottobre 2010, nella parte occidentale della delegazione

Cascata Bianchetta - Alta Val Chiaravagna

La delegazione è attraversata longitudinalmente da cinque torrenti principali: il Cantarena, il Chiaravagna, il Marotto, il Molinassi e il Ruscarolo:
- il torrente Cantarena nasce alle pendici del monte Spassoia, nella zona sottostante il monte Gazzo, ad un'altitudine di circa 350 m s.l.m. Risulta tombinato nella parte di percorso che segue l'andamento del tratto dell'autostrada A10, per poi tornare a scorrere in superficie ed unirsi al suo affluente di sinistra, il rio Maltempo.[5] Nel suo tratto finale, nei pressi di via Sestri, dopo anni di degrado e inquinamento ha ritrovato una nuova vita ripopolandosi di pesci, germani e anatre. Nell'ultimo tratto del suo percorso è nuovamente tombinato, coperto da strade e dagli edifici del cantiere navale. Ha una lunghezza di circa 3,1 km.[5]
- il torrente Chiaravagna nasce in località Serre di Panigaro, nella frazione di Panigaro, dall'unione di due rivi minori: il rio Cassinelle, che nasce dal Bric Pria Scugente,[6] affluente di sinistra,[7] e il rio Bianchetta che nasce dalle pendici del Bric Rondinino,[6] affluente di destra. Il suo nome si pensa derivi dal termine Claravania, termine che si usava un tempo per indicare torrenti con acque chiare. Il suo bacino idrografico ha una superficie di circa 11 km², mentre la sua asta principale ha una lunghezza di circa 3,3 km.[8] La sua vallata, un tempo ricca di mulini adibiti alla macinazione delle granaglie, è stata stravolta dall'attività estrattiva del monte Gazzo (sono state ritrovate nei dintorni del torrente tracce di attività estrattive risalenti al medioevo)[8] dalla presenza della grande discarica di rifiuti di monte Scarpino (il cui percolato in parte filtra nel rio Cassinelle), un mix che lo aveva portato, negli anni 70, ad essere uno dei corsi d'acqua più inquinati d'Italia. Il torrente fino al 1923 segnava il confine tra il comune di Borzoli e quelli di Sestri e di San Giovanni Battista. La parte finale del torrente, in cui si ha la confluenza del torrente Ruscarolo, è in parte coperta, mentre la foce si trova in prossimità del nuovo quartiere della Marina di Sestri.
- il torrente Marotto che segna il confine con Multedo attraversa la zona di Villa Gavotti ed è ormai quasi completamente interrato fino alla sua foce.
- il torrente Molinassi nasce nei pressi del monte Contessa, nella frazione di Sant'Alberto. Lungo i suoi argini si possono ancora trovare numerosi mulini, così numerosi un tempo, tanto da esserne chiaramente l'origine del nome.
- il torrente Ruscarolo (in passato indicato anche come Riscarolo[9] nasce nel quartiere di Borzoli e dopo averne percorso tutta la vallata, raccogliendo nel percorso le acque del rio Borzoli, del rio Zoagli (proveniente da Coronata)[6] e del rio Battestu,[10] confluisce nel Chiaravagna poche decine di metri prima di arrivare al mare.

Oltre a questi sono presenti diversi rivi minori, quasi completamente tombinati nella zona a valle, di cui a volte non è più noto con precisione il percorso. Tra i rivi minori vi sono il rio Negrone e il suo affluente rio Senza Nome situati a levante del Ruscarolo, nella zona orientale della delegazione, che raccolgono l'acqua piovana proveniente dalla spianata (fino al 2009 adibita a deposito container) della zona degli Erzelli e che giungono direttamente in mare a poche centinaia di metri dalla foce del Chiaravagna, o il rio Maltempo, facente parte del bacino del Cantarena. Nella zona occidentale, oltre al già citato torrente Marotto, sono presenti il rio Zanina e il rio Monferrato che sono stati incanalati in cunicoli tombinati e in parte nelle fognature delle acque bianche durante la prima metà del XX secolo e fatti sfociare in mare oltre la linea ferroviaria Genova-Ventimiglia, a poca distanza dai moli del porto petroli: la loro precisa locazione è poi stata dimenticata fino all'alluvione del 4 ottobre 2010, quando il loro percorso sotterraneo, bloccato dai detriti, li ha portati a fuoriuscire dai condotti dove erano stati convogliati. Dal vecchio comune di San Giovanni Battista scende il rio Maggiore, completamente tombinato, che, nel tratto finale, scorre in parte sotto via Bianchieri, di cui si è persa conoscenza dell'esatta posizione della foce.

L'edificio posto sul letto del torrente Chiaravagna, nell incrocio tra via Giotto e via Chiaravagna, che causò lo straripamento il 4 ottobre 2010. Edificato nel 1953, venne demolito nel 2013, nell'ambito dei lavori di messa in sicurezza del torrente.

I torrenti cittadini sono stati anche causa di disastri: sia durante l'alluvione dell'ottobre del 1970 e che in quella del 2010, colpirono diversi quartieri dell capoluogo ligure, strariparono il torrente Chiaravagna e il torrente Cantarena allagando il centro della cittadina e causando ingenti danni. Nel 2010, nel pomeriggio del 4 ottobre, ai due torrenti si unì anche il Molinassi, allagando così completamente l'intera parte pianeggiante del quartiere.
Dopo l'ultimo evento alluvionale nel letto del Chiaravagna sono stati fatti dei lavori di messa in sicurezza, con l'abbattimento di un edificio situato sopra il torrente, che aveva fatto da tappo durante la piena del 4 ottobre 2010, e la costruzione di barriere in cemento per limitare la velocità dell'acqua in caso di piena.

## Storia

### Le origini ed il toponimo
In epoca preromana erano probabilmente presenti in zona alcuni insediamenti, come dimostrerebbe la scoperta dei resti di un castellaro risalente all'età del ferro, avvenuta nell'estate del 1956 durante i lavori di ampliamento del cimitero di Sant'Alberto, nella zona occidentale della delegazione.
Il nome Sestri deriva dalla volgarizzazione del latino Sextum contenuto nella frase Sextvm lapis ab Urbe Januae, nome di un piccolo villaggio sorto, probabilmente, nel II secolo dove era posta la VI pietra miliare sulla strada consolare romana, via Aemilia Scauri che collegava Roma con Genova e successivamente con Vada Sabatia, l'odierna Vado Ligure.
Il villaggio, però, non aveva il suo centro nella zona attuale, bensì sulla collina retrostante, tra gli attuali rio Maltempo e torrente Chiaravagna; infatti la parte pianeggiante sulla quale Sestri è costruita esiste solo da poco tempo. L'arretramento del mare è dovuto ad un fenomeno di bradisismo già in atto intorno all'anno Mille.
È certo che anticamente il mare lambiva la collina e che poi si addentrava nella valle del torrente Chiaravagna giungendo fino alla zona del Priano formando così un piccolo golfo, chiamato golfo di San Lorenzo. A testimonianza di ciò sono state ritrovate ancore e anelli in ferro per l'ormeggio delle barche e anche le antiche carte di navigazione indicano l'esistenza di un piccolo porto tra la collina di San Giovanni e quella del Priano, colline sulle quali erano nati i nuclei originari del borgo.
Ma è su questa nuova terra prende man mano forma il nuovo borgo che darà vita alla Sestri attuale. Esiste un dipinto del 1238, considerato la più antica raffigurazione di Sestri Ponente, che ritrae una fila di case (facilmente identificabile con l'odierna via Paglia) a poca distanza dalla battigia.
Il borgo si è poi ingrandito progressivamente verso mare seguendo l'arretramento della costa ed è certo che ancora nel XVII secolo il mare arrivasse a sfiorare il centro storico di allora, tanto che la basilica di Nostra Signora Assunta fu costruita praticamente sulla spiaggia con l'entrata rivolta verso nord proprio per evitare che il mare in tempesta potesse entrare in chiesa.

### L'epoca della Repubblica di Genova
Non si hanno notizie sicure sulla popolazione di Sestri Ponente fino al XV secolo. Agostino Giustiniani (Genova, 1470–1536), vescovo di Nebbio, nei suoi Annali della repubblica di Genova (testo pubblicato nel 1537, spesso ripreso da autori più tardi), afferma che a Sestri (Sesto) vi erano circa 800 fuochi, ovvero nuclei familiari, normalmente di 5 o 6 persone, dopo il centro di Genova il paese più popoloso tra quelli che poi formeranno secoli dopo i quartieri della Grande Genova. Come termine di paragone, gli adiacenti Cornigliano, Multedo (Morzio), Pegli e Borzoli, secondo Giustiniani, avevano rispettivamente 66, 70, 250 e 110 fuochi, mentre quello che più si avvicina a Sestri è Voltri, che insieme ai suoi immediati dintorni aveva 740 fuochi.
Risalgono fine del XV secolo le prime notizie di un moderato sfruttamento minerario dell'entroterra di Sestri, nella zona di Serra e Timone (posta lungo la linea Sestri-Voltaggio), sulla base occidentale del monte Ramazzo (noto ora come cresta Rocca dei Corvi), inizialmente con estrazione e lavorazione del rame e del solfato di ferro e, a partire dal XVIII secolo, con la produzione di solfato di magnesio. In zona sono tuttavia presenti molti altri minerali.
Più diffusa, già dal Medio Evo, era la lavorazione della calce dolomia nella parte alta di Sestri, estratta dal monte Gazzo. Il Gazzo è composto in gran parte di pietra calcarea. La pietra veniva cotta in grandi fornaci a legna, che ancora si possono vedere lungo il torrente Chiaravagna e il rio Maltempo. Nel medioevo la calce di Sestri, considerata la migliore, era commercializzata nella vicina Genova e in altre parti della Liguria, costituendo ottima base per intonacare case e palazzi. Con l'avvento dell'industria siderurgica, la pietra calcarea del Gazzo è stata usata in grandi quantità, contribuendo alla parziale distruzione del monte.
Nel 1568 il marchese Francesco Spinola ordina la costruzione di un edificio da adibire a prigione, a fianco di palazzo Micone, costruzioni tuttora esistenti al centro della delegazione.
Il 1º maggio 1609, su autorizzazione del senato di Genova, venne costituito il capitanato di Sestri (prima facente parte di quello di Voltri), comprendente le aree tra Pegli e Cornigliano ed il relativo entroterra e retto da un capitano del popolo con carica annuale (dal 1º maggio al 30 aprile dell'anno seguente). Il primo capitano del popolo fu Andrea Spinola. Nel 1615 al capitano venne affiancato un Consiglio, composto da 15 cittadini e da 6 rappresentanti delle campagne.
Sappiamo, dagli scritti del frate sestrese padre Antero Maria Micone, che in occasione dell'epidemia di peste che colpì la Repubblica di Genova tra l'agosto del 1656 e la fine del 1658 che nella sola Sestri morirono oltre cinquemila persone e che fu una vera strage.
(Padre Antero Micone, Li Lazzaretti della città e riviere di Genova)
A partire dal Seicento in tutto il genovesato vennero fatte costruire dalle famiglie della nobiltà genovese sontuose ville con maestosi giardini e in questa pratica Sestri Ponente è uno dei luoghi privilegiati. Delle molte edificate qualcuna è sopravvissuta: tra esse la Villa Rossi, unico polmone verde del quartiere tranne qualche piccolo parco moderno.
Sestri seguì, ovviamente, tutte le vicende politiche che coinvolsero Genova. Nel 1797 entrò a far parte della Repubblica Ligure e nel 1805, in seguito all'annessione della stessa, nel Primo Impero francese. Con le riforme amministrative apportate dalla Repubblica Ligure viene a cessare la figura del capitano del popolo.
Nel 1798 Sestri divenne sede di uno dei Cantoni, prima del Dipartimento del Polcevera e poi, nel 1803, della Giurisdizione del Centro. Durante la Repubblica Ligure fece parte del Dipartimento di Genova come uno dei cantoni del Circondario di Genova.
Durante il periodo napoleonico furono attuate diverse riforme amministrative e nei primi anni del XIX secolo le ville della zona vennero riunite in due comuni: San Giovanni Battista, posto sulle alture retrostanti, ed il più popoloso Sestri Ponente, sulla base delle parrocchie allora esistenti, causando diverse proteste da parte della popolazione sestrese.

### L'Ottocento e l'industrializzazione

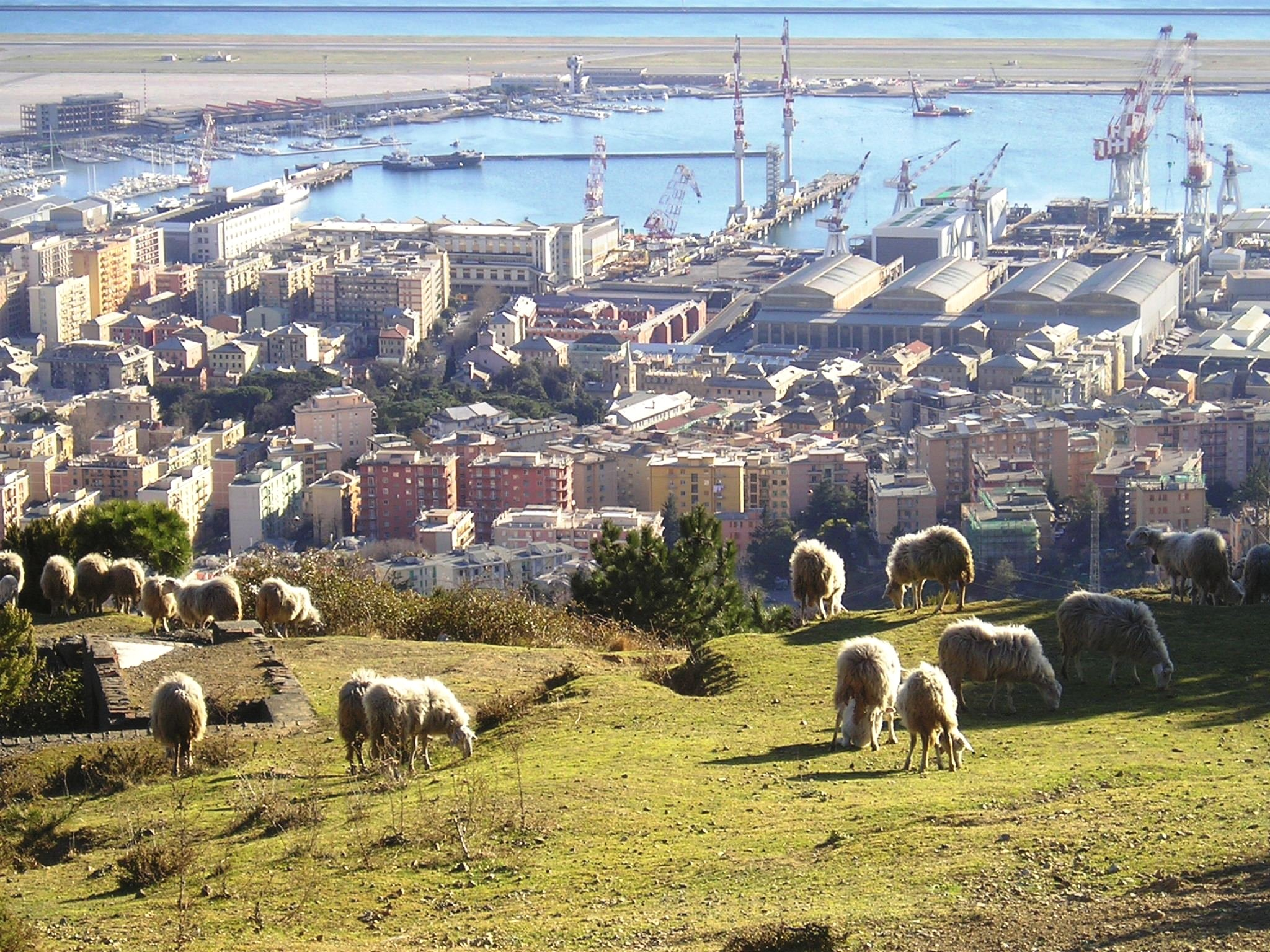
Sestri Ponente vista dal Monte Gazzo

Nel 1810 Sestri ha un totale di 3134 residenti ed è ancora un piccolo borgo agricolo e marinaro ma, con la costruzione del primo cantiere navale, nel 1815, inizia la sua industrializzazione. Nei primi decenni del XIX secolo l'economia era comunque ancora basata sui traffici marittimi, in ambito ligure, e sull'agricoltura, soprattutto con la produzione di agrumi e frutta in genere, oltre che carciofi. Il cinquecentesco edificio delle prigioni risulta, secondo quanto riportato dal catasto napoleonico, sede del comune. Nell'area del comune di San Giovanni Battista erano presenti attività agricole e di allevamento, principalmente di bovini e ovini.
Con l'istituzione dei mandamenti da parte del Regno di Sardegna diviene capoluogo di un mandamento comprendente i comuni di San Giovanni Battista, Multedo, Borzoli e Cornigliano. Nel 1832 venne autorizzata la costruzione di un cimitero nelle vicinanze della spiaggia, realizzato poi l'anno seguente, che tuttavia venne successivamente demolito durante il XX secolo per fare spazio all'espansione della cittadina. Nel 1856 vi è l'apertura della ferrovia Genova-Voltri, i cui binari passano a poca distanza dal mare e che nel comune di Sestri ha una stazione.
Secondo il Casalis negli anni '40 del XIX secolo la popolazione di Sestri viene stimata in circa 4 400 abitanti e quella di San Giovanni Battista in circa 1 200, mentre nell'edizione pubblicata post-mortem nel 1860 del Compendio di geografia di Adriano Balbi, Sestri viene definita «borgo di oltre 6 000 abitanti con cantieri per la marina mercantile», ma anche «circondato da ville altrettanto magnifiche quanto amene».
Secondo il censimento del 1901 Sestri ha circa 17 000 abitanti, mentre San Giovanni Battista circa 2 500. Il mandamento di Sestri, che comprendeva anche Cornigliano e Borzoli, nel suo complesso aveva quasi 35 000 abitanti.
Nel censimento del 1921 i residenti supereranno i 23 000 abitanti, suddivisi in circa 6 800 famiglie, mentre San Giovanni Battista aveva circa 4 500 residenti, suddivisi in 1 100 famiglie.

#### L'industrializzazione
Da un punto di vista industriale, ai primi cantieri, seguiranno in breve tempo numerosi stabilimenti ed officine (tra le altre qui venne fondata, da Rinaldo Piaggio nel 1884, l'omonima azienda), oltre alla manifattura tabacchi, che la trasformeranno velocemente in una cittadella operaia.
Tra i cantieri e le lavorazioni navali si può ricordare quello dell'Ansaldo, che comprò il già esistente cantiere Cadenaccio e si espanse nella parte a ponente della delegazione, fino al rio Molinassi (che segnava il confine con Multedo), ed i cantieri Odero. Nella parte centrale delle delegazione, lato mare, si trovavano le ferriere dell'onorevole Edilio Raggio (il quale, proprio in quegli anni, aveva fatto edificare un castello in stile liberty nella vicina Cornigliano).
La crescita dell'industria meccanica avvenuta negli anni trenta spinse le principali aziende presenti a Sestri Ponente, fra cui le Officine Bagnara, l'Ansaldo, la San Giorgio, la Piaggio e la Tassara, a realizzare in loco abitazioni per famiglie operaie.

#### La Sestri balneare
Nonostante il suo rapido sviluppo fino alla fine del XIX secolo, Sestri era ancora considerata una località marinara, balneare e di villeggiatura. Erano molti i villeggianti che, nei mesi estivi, affollavano i suoi numerosissimi stabilimenti balneari tra i quali ricordiamo gli Ausonia, i Carlotta, i Colombo, i Diana, i Gille, i Grifone, i Nettuno, i Passeggiata, gli Spinola e i Tritone i cui servizi era, per l'epoca, di altissimo livello.
Anche le spiagge libere erano molto frequentate dal popolo, mantenute pulite e sgombre dalle barche dei pescatori che le tiravano in secca nei punti loro dedicati: a est a Calcinara "in ta Fossa" e, oltre la ferrovia, al centro nei pressi del viale delle Palme (poi via Caterina Rossi) e a ovest in fondo a via de Amicis (zona occupata da via dei Costo).
Tutto questo finirà nel giro di pochi anni in seguito al tumultuoso sviluppo industriale.

### Dal Novecento ai giorni nostri

Una moderna costruzione industriale fra Sestri Ponente e Cornigliano

La trafficata via Chiaravagna, che costeggia l'omonimo torrente: in questa zona, fino alla fine degli anni sessanta, sorgeva il campo da calcio della F. S. Sestrese Calcio, dismesso per lasciare il posto all quartiere residenziale Rusca. I lavori di costruzione del quartiere iniziarono nel 1970.

Nel 1902 la Camera del lavoro di Sestri diviene autonoma rispetto a quella di Genova (fondata alla fine dell'ottocento) e ne viene nominato segretario il socialista Dino Bruschi. Nella notte tra il 5 e il 6 luglio del 1921 l'edificio verrà assalito ed incendiato da alcune squadre fasciste. L'anno dopo verrà ristrutturato dai militi della PA Croce Verde, che ancora vi ha sede.
Il 22 settembre del 1903 viene eletto a sindaco l'ingegnere Carlo Canepa, il primo socialista a divenire sindaco di un comune italiano. Verrà rieletto più volte e sarà sindaco fino alle sue dimissioni l'11 luglio 1922, dopo aver subito un'aggressione fascista. In seguito gli verrà dedicata una delle vie più belle, Il Viale, che da piazza Francesco Baracca porta verso la zona di San Giovanni Battista.
Il 13 ottobre del 1923 Sestri Ponente si ingrandisce inglobando il comune di San Giovanni Battista: la nuova realtà avrà tuttavia vita breve, poiché col regio decreto n. 74 del 14 gennaio 1926 (operativo dal 1º luglio 1926), il comune di Sestri Ponente viene soppresso e fatto confluire, insieme ad altri diciotto, nella costituenda Grande Genova.
Nel sentimento popolare, però, Sestri Ponente non entrerà mai a far parte a pieno titolo della città tanto che ancora non è raro sentir dire ai suoi abitanti "andiamo a Genova" anziché "andiamo in centro". Anche perché Sestri Ponente, come altre "cittadine" che compongono la "Grande Genova", ha mantenuto sempre la sua identità, e per i sestresi (o meglio i sestrini, dal ligure sestrin), il centro del paese è rappresentato per eccellenza da piazza Francesco Baracca (già piazza Vittorio Emanuele), via Sestri (già via Garibaldi) e dalle contrade e vicoli storici intorno a queste (piazza dei Micone, via Paglia, via Alfredo D'Andrade, via Raimondo Amedeo Vigna).
A partire dal secondo dopoguerra Sestri Ponente è diventata una delle principali mete genovesi di immigrazione interna per i cittadini provenienti dall'Italia meridionale e dalle isole.

Stemma antico di Sestri Ponente

### Simboli
Lo stemma di Sestri Ponente, adottato dal comune nell'Ottocento, ha alcuni simbolismi:
- il mare con il sole che tramonta, rappresentano i simboli di un luogo legato indissolubilmente al mare, da cui ha tratto le sue fortune, ed il fatto di essere a "ponente";
- il "sei" romano perché anticamente il borgo originario era chiamato Sextvm lapis ab Urbe Januae, ovvero sei miglia dalla città di Genova;
- tre stelle che indicano i tre comuni di cui era composta la delegazione, possono anche indicare i tre santuari presenti in loco, santuario del Monte Gazzo, santuario di Virgo Potens, santuario di Sant'Alberto; oppure vi si possono ritrovare santi protettori della località: san Giovanni Battista, la Madonna della Misericordia e sant'Alberto, il santo patrono della cittadina.

## Monumenti e luoghi d'interesse

### Architetture religiose

#### Chiese parrocchiali

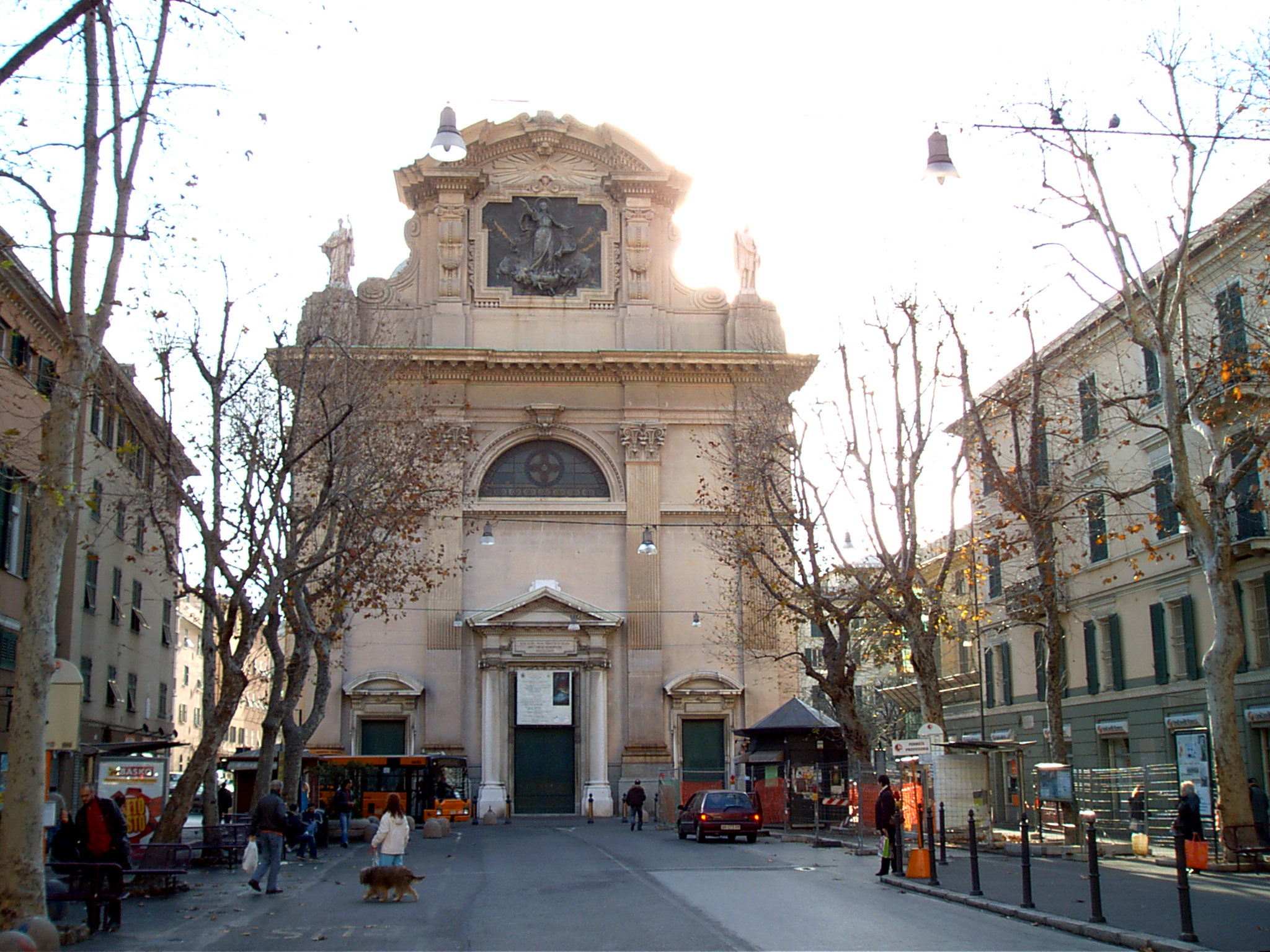
Piazza Francesco Baracca, la piazza centrale di Sestri, con la basilica di Nostra Signora Assunta

La facciata della chiesa di San Giovanni Battista

- Basilica di Nostra Signora Assunta

Edificata nel XVII secolo e consacrata nel 1620, è la chiesa principale del quartiere. Una curiosità: fu costruita praticamente sulla spiaggia e pertanto fu orientata in direzione nord-sud anziché ovest-est, come era allora la regola che voleva i fedeli rivolti in tale direzione durante la messa, per impedire che l'acqua di mare entrasse in chiesa durante le mareggiate.
- Chiesa della Santissima Annunziata della Costa

Situata sulle alture del quartiere, lungo la strada pedonale che porta al monte Gazzo. In precedenza nella zona era presente una chiesa dedicata a San Benedetto costruita XII secolo circa e restaurata nel 1350 dai monaci eremiti dell'ordine di San Girolamo che la dedicarono a N.S. della Consolazione. L'attuale chiesa venne costruita tra il 1450 e il 1516, sempre sotto la gestione dei Girolamiti (che rimarranno fino al 1799), grazie anche alle donazioni della famiglia De Mari, e fu consacrata dal vescovo Domenico Corvara il giorno 29 settembre 1516. La chiesa, restaurata a metà del XIX secolo e nuovamente nel 1952, nel 1905 è stata dichiarata monumento nazionale. È stata costituita in chiesa parrocchiale il 25 aprile 1955 dal cardinale Giuseppe Siri.
- Chiesa della Natività di Maria SS. e San Nicola da Tolentino

Edificata nel 1647, fu consacrata nel 1721 da Camillo De Mari, vescovo di Aleria e fu eretta in parrocchia dal cardinale Pietro Boetto il 13 novembre 1944. Dalla sua creazione fino al 1810, dal 1818 al 1866 e dal 1904 è stata abitata da una comunità di Agostiniani Scalzi. La facciata subì lavori di rinnovamento nel 1906, con la creazione di un affresco del Santo da parte del pittore Giuseppe Pennasilico, ed ebbe ulteriori restauri nel 1960. È situata in piazza San Nicolò da Tolentino, all'incrocio tra via Giotto e via Borzoli. Da questa chiesa deriva il nome usato comunemente dai sestresi per indicare la zona ("San Nicola").
- Chiesa di San Francesco d'Assisi

Edificata tra il 1224 e il 1229 dai Frati Minori Conventuali è, molto probabilmente, la prima in assoluto in Italia dedicata al santo. Nel 1799 i frati Conventuali lasciano la chiesa, che successivamente dal 1847 al 1873 viene governata dagli Scolopi. È stata dichiarata parrocchia il 21 agosto 1896. Nella chiesa sono sepolti sia il padre (il Doge Giorgio Centurione), che lo zio (monsignor Giovanni Battista, vescovo di Savona) di Santa Virginia Centurione Bracelli.
- Chiesa di San Giovanni Battista

È una della più antiche chiese della Liguria. Il nucleo originario risale addirittura al VII secolo (sembra che la prima chiesa sia sorta tra il 680 e il 690) ed è sede parrocchiale a partire dal 1132. Il primo documento storico in cui si parla della chiesa è una bolla del papa Adriano IV redatta nell'anno 1158. La chiesa, completamente ristrutturata ed ampliata nel XII secolo, è stata danneggiata dai fulmini nel gennaio 1606 e nel maggio 1608 ed ha subito ulteriori restauri ed ampliamenti nel XVII secolo (tra cui l'ampliamento a tre navate nel 1683). L'arcivescovo Salvatore Magnasco ha consacrato la chiesa il 26 ottobre 1890. Il registro dei battezzati della chiesa parte dal 2 febbraio 1558.
- Chiesa della Natività di N.S. Gesù Cristo

Eretta a parrocchia dal cardinale Giuseppe Siri nel 1958 fu ricostruita nei primi anni 60 fu inaugurata e benedetta dallo stesso arcivescovo il 5 aprile 1964.
- Chiesa della Sacra Famiglia e San Giorgio

Posta all'estremo ponente della delegazione dietro la villa Maria De Mari fu edificata nei primi anni 60 per dare una parrocchia ai nuovi quartieri che stavano nascendo tumultuosamente. Progettata dall'architetto Giuliano Forno ha uno stile fortemente moderno. La prima pietra fu posta e benedetta dal cardinale Giuseppe Siri e il 9 maggio 1961 lo stesso arcivescovo la erigeva in parrocchia col titolo di S. Famiglia e S. Giorgio quindi, il 19 marzo 1962 la benediceva e l'apriva al culto. Sono opere pregevoli: la Via Crucis, eretta nel 1972, opera della pittrice Guglielmina Mazzini, olio su legno; l'altar maggiore e il tabernacolo, eretti nel 1975, dello scultore Stelvio Pestelli; le vetrate del 1975 di P. Costantino Ruggeri e dell'arch. Luigi Leoni. È stata restaurata tra il 2012 e il 2013.
- Chiesa dello Spirito Santo

Ultimo edificio di culto edificato nella delegazione. Costruita nel 1972 in via Ludovico Calda, tra la selva di moderni palazzi figli del boom demografico degli anni 60. Fu eretta in parrocchia con decreto del cardinale Giuseppe Siri il 10 agosto 1972. La chiesa possiede pregevoli opere dello scultore G.B. Airaldi: l'altar maggiore e l'ambone in bronzo; il battistero in marmo e in bronzo; la Via Crucis, le decorazioni e il crocifisso, le sedi nell'abside in bronzo. È tristemente divenuta oggetto di cronaca nel 2011 quando venne arrestato il suo parroco, don Riccardo Seppia.

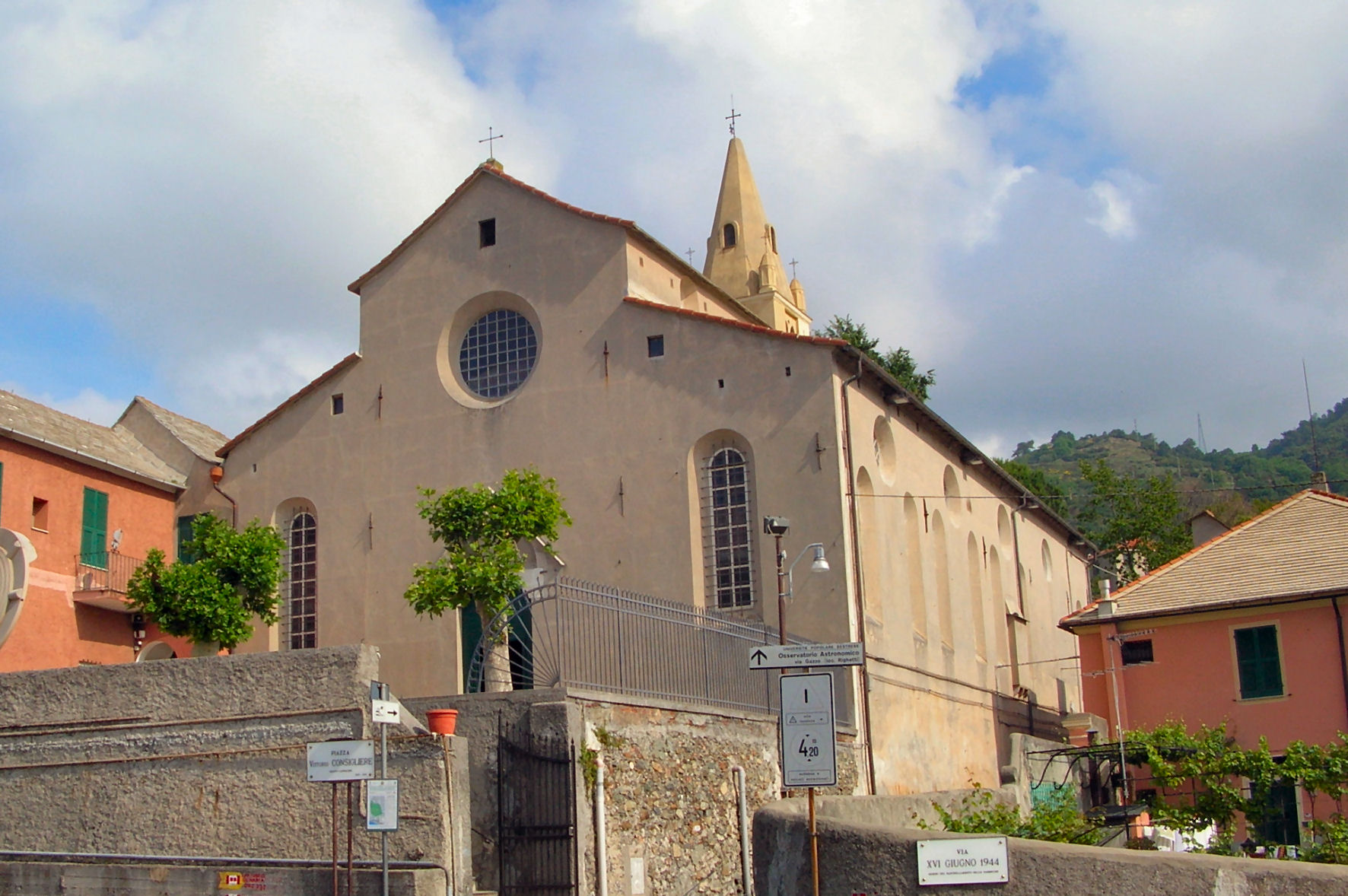
La chiesa della Santissima Annunziata della Costa
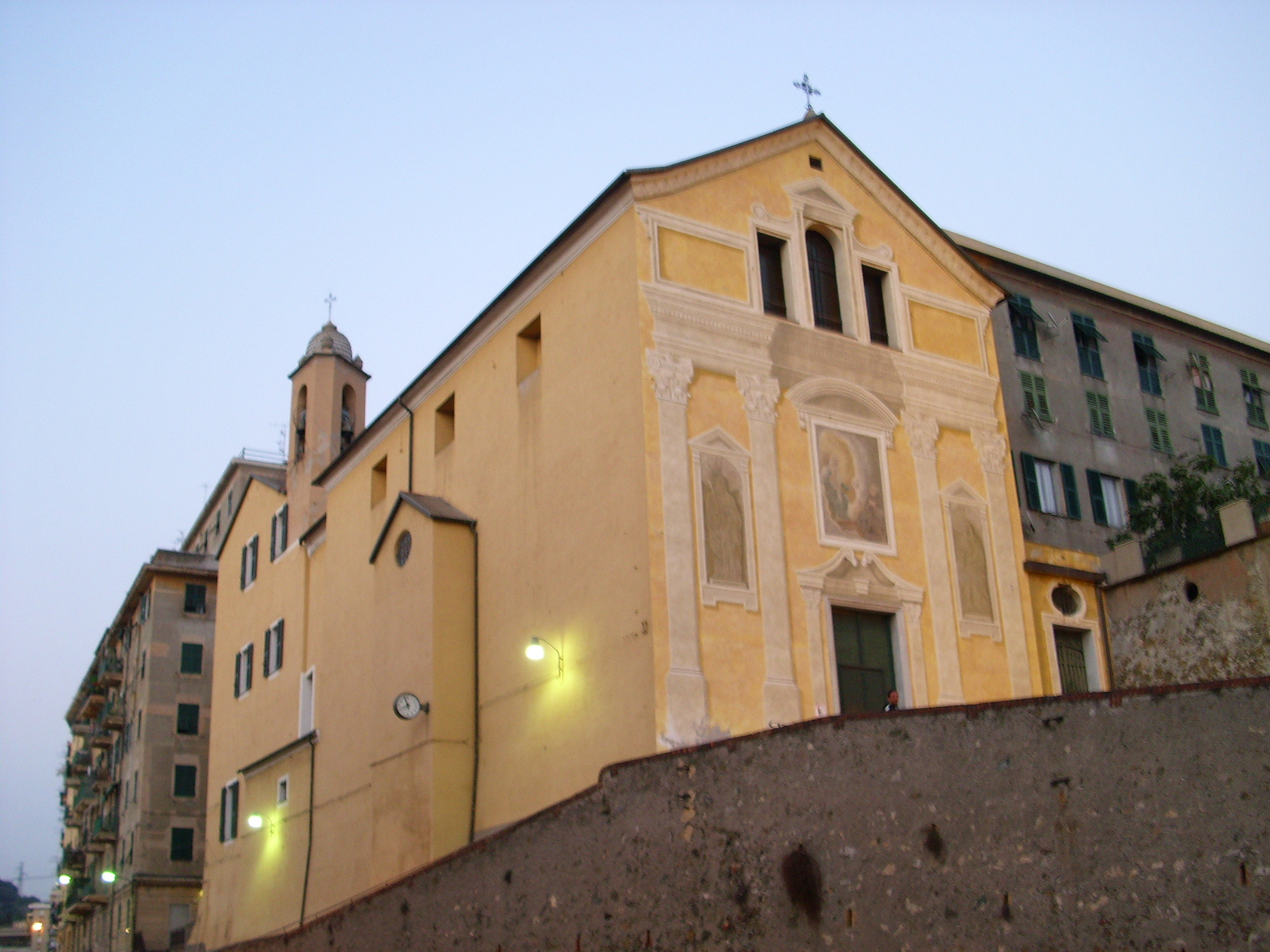
La chiesa della Natività di Maria SS. e di San Nicola da Tolentino

#### Altre chiese
- Chiesa di San Giacomo

Si trova all'incrocio tra via Borzoli e via Pier Domenico da Bissone. Fu costruita nel 1250 come gentilizia della famiglia Gattilusio; dopo vari passaggi di proprietà intorno al 1750 fu acquisita dalla famiglia Centurione Scotto, i cui discendenti mantennero il giuspatronato fino al 1971, quando vi rinunciarono facendone dono alla parrocchia di N.S. della Misericordia e S. Lorenzo (Virgo Potens) con l'impegno per la stessa di celebrarvi annualmente quattro messe. Nel 1960 l'edificio venne ridimensionato per consentire l'allargamento della strada e fu realizzato un nuovo ingresso su via Pillea. Architettonicamente molto semplice, ha la facciata a capanna con intonaco civile che riprende l'antico motivo a bande bianche e grigie.

Chiesa di San Martino

- Chiesa di San Martino

Posta a circa metà del viale Carlo Canepa (noto in passato come muntà dei fratti proprio per la presenza del convento). Un primo edificio dedicato al culto di san Martino di Tours sembra essere esistito in loco già nel secolo XIII. Nel 1588 un gruppo di frati capuccini vi si trasferisce, edificando un complesso di maggiori dimensioni e dedicandolo, oltre al santo, anche alla Madonna della Misericordia. In diverse occasioni i frati saranno costretti ad abbandonare la chiesa (come nel caso della soppressione degli ordini religiosi attuata dal Primo Impero francese), che nella seconda metà del XIX secolo viene anche in parte adibita a sede comunale dell'allora comune autonomo di San Giovanni Battista. La proprietà dell'edificio torna all'ordine alla fine del XIX secolo. Nel 1967 è stata rifatta la facciata della chiesa.

#### Santuari

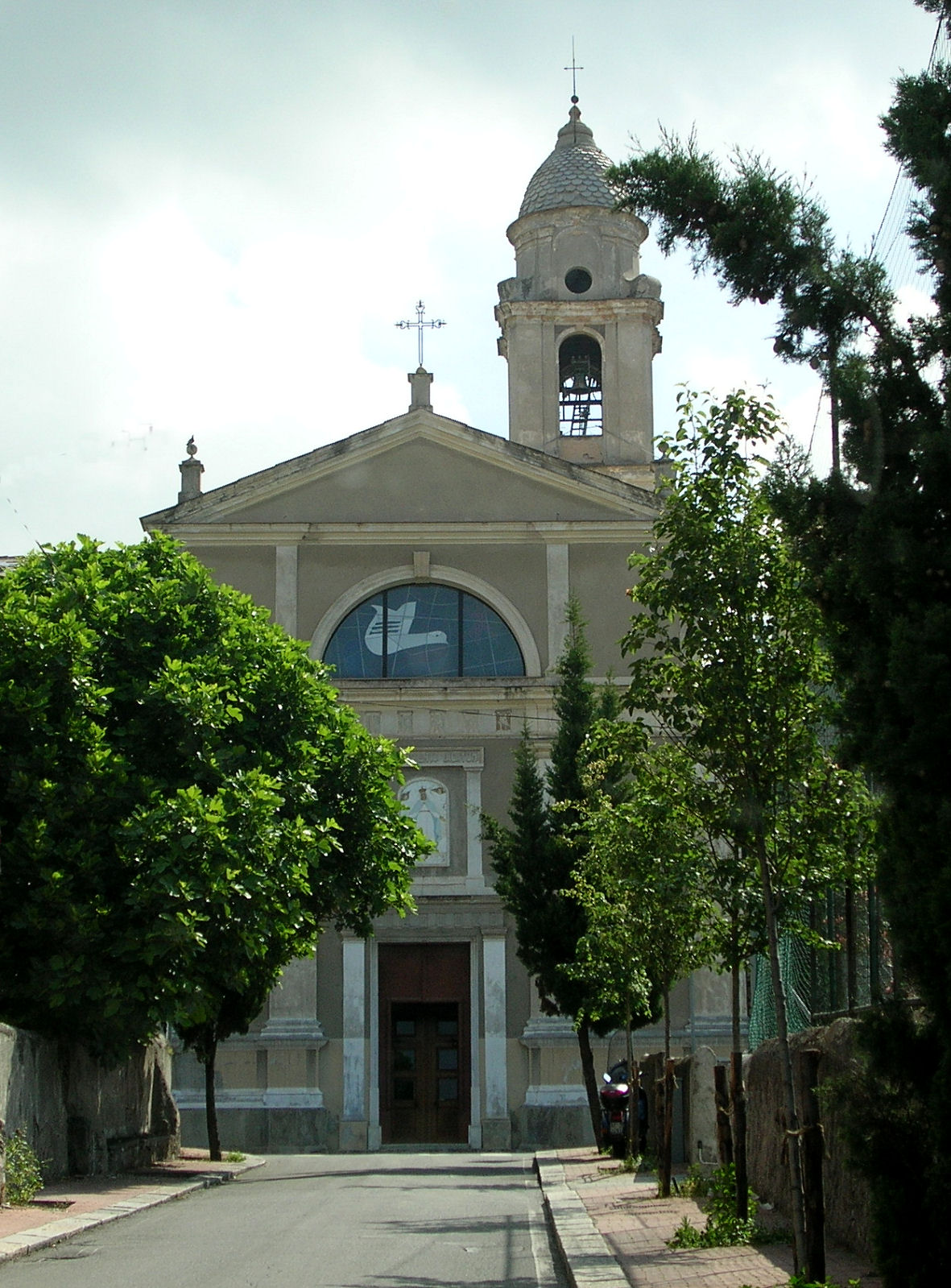
Il santuario N.S. della Misericordia e S. Lorenzo (Virgo Potens)

- Santuario di Nostra Signora della Misericordia

Situato sulla sommità del monte Gazzo. Nel corso del Seicento il genovesato venne colpito dalla peste e i sancarlini (abitanti di San Carlo di Cese) eressero una croce di ferro sulla sommità del Monte Gazzo in segno di ringraziamento alla Madonna per essere sopravvissuti alla moria. In seguito la croce di ferro fu sostituita da una cappella che, ampliata nel corso dei decenni, divenne l'attuale santuario, ristrutturato negli anni '80 dallo storico rettore don Mario.
- Santuario N.S. della Misericordia (Virgo Potens)

Situato nella zona del Priano. Sembra che esistesse già una chiesa, dedicata a san Lorenzo già nel 1150 gestita dai canonici regolari di Santa Croce di Mortara e che nel 1183 venne ampliata. Caduta in decadenza insieme alla zona dopo il 1453 (anno in cui passò in gestione ai Canonici Regolari Lateranensi; il 6 aprile 1706 vi venne esposta alla pubblica venerazione la prodigiosa statua della Madonna di Misericordia precedentemente collocata nel Bosco del Fringuello, diventando così santuario di N.S. di Misericordia; i canonici lateranensi lasciarono il complesso monastico e lo affidarono alla custodia di un sacerdote secolare dipendente sempre dall'abate di San Teodoro. Nel giugno 1821 viene consacrata dall'arcivescovo Luigi Lambruschini. Nel tempo la struttura ha subito numerosi restauri ed espansioni: venne restaurata nel periodo tra il 1742 e il 1750, nel 1770 e tra il 1864 e il 1892; subì un ulteriore restauro, un'espansione e il rifacimento della facciata tra il 1960 e il 1961. Annesso al Santuario vi era un monastero confiscato nel 1870 e trasformato poi in abitazioni. Diventa sede della parrocchia di N.S. della Misericordia e S. Lorenzo M. dall'8 marzo 1953.
- Santuario di Sant'Alberto

Dedicato al santo patrono, religioso che trascorse quasi tutta la vita a pregare da eremita in una grotta ai piedi del monte Contessa. Sembra che esistesse già una chiesa dedicata al santo nel 1216 prima ancora della sua canonizzazione mentre l'attuale santuario è stato riedificato nel 1435

#### Oratori, cappelle ed edicole votive
- Oratorio di San Giuseppe

Situato in piazza Tazzoli, adiacente alla principale piazza Baracca, venne edificato a partire dalla primavera del 1646. Nel dopoguerra la forte immigrazione dal meridione che contraddistingue il ponente genovese porta alcuni fedeli a festeggiare i santi Cosma e Damiano: l'oratorio viene scelto come luogo in cui custodire prima un dipinto e, a partire dal 1960, due statue raffiguranti i santi, impiegate durante le manifestazioni religiose in loro onore. Le statue rimasero in loco fino al 1981, quando vennero trasferite nella chiesa di Santa Maria della Cella di Sampierdarena.
- Oratorio di Morte ed Orazione

Sito in piazza Rosolino Pilo (già piazza Francesc Ferrer i Guàrdia e Nazario Sauro) è stato edificato a metà del XVII secolo. Al suo interno sono conservate una coeva opera lignea di Marco Antonio Poggio (1611-1674?), raffigurante una scena a grandezza naturale della decapitazione di san Giovanni Battista, ed una raffigurazione della Madonna del Rosario opera di Francesco Ravaschio (1743-1820), risalente al 1780 circa. Entrambe le opere sono state restaurate ad opera del laboratorio genovese di Antonio Silvestri nei primi anni '10 del XXI secolo, con il contributo economico della Compagnia di San Paolo.
- Cappella Carrega

Sulle alture della delegazione, in località Casa bianca, è presente una singolare cappella che fu fatta costruire approssimativamente nel 1850/60 dalla famiglia Carrega come edificio funebre ed è in pratica un raro esempio di cimitero privato.
- Cappella dell'Annunziata

Posta su di un ponte sul rio Cantarena e a poca distanza dal passo omonimo. È una piccola cappella, dedicata a Nostra Signora dell'Annunzjata (sic), edificata tra il 1828 (data riportata anche in una lapide di marmo presente sulla facciata) ed il 1832.
Nella delegazione, così come in tutta Genova, sono molto diffuse le edicole votive, molte delle quali dedicate alla Madonna e ai santi patroni Giovanni Battista ed Alberto. In piazza dei Micone è presente un'edicola votiva contenente un crocifisso di marmo risalente al XVII secolo.

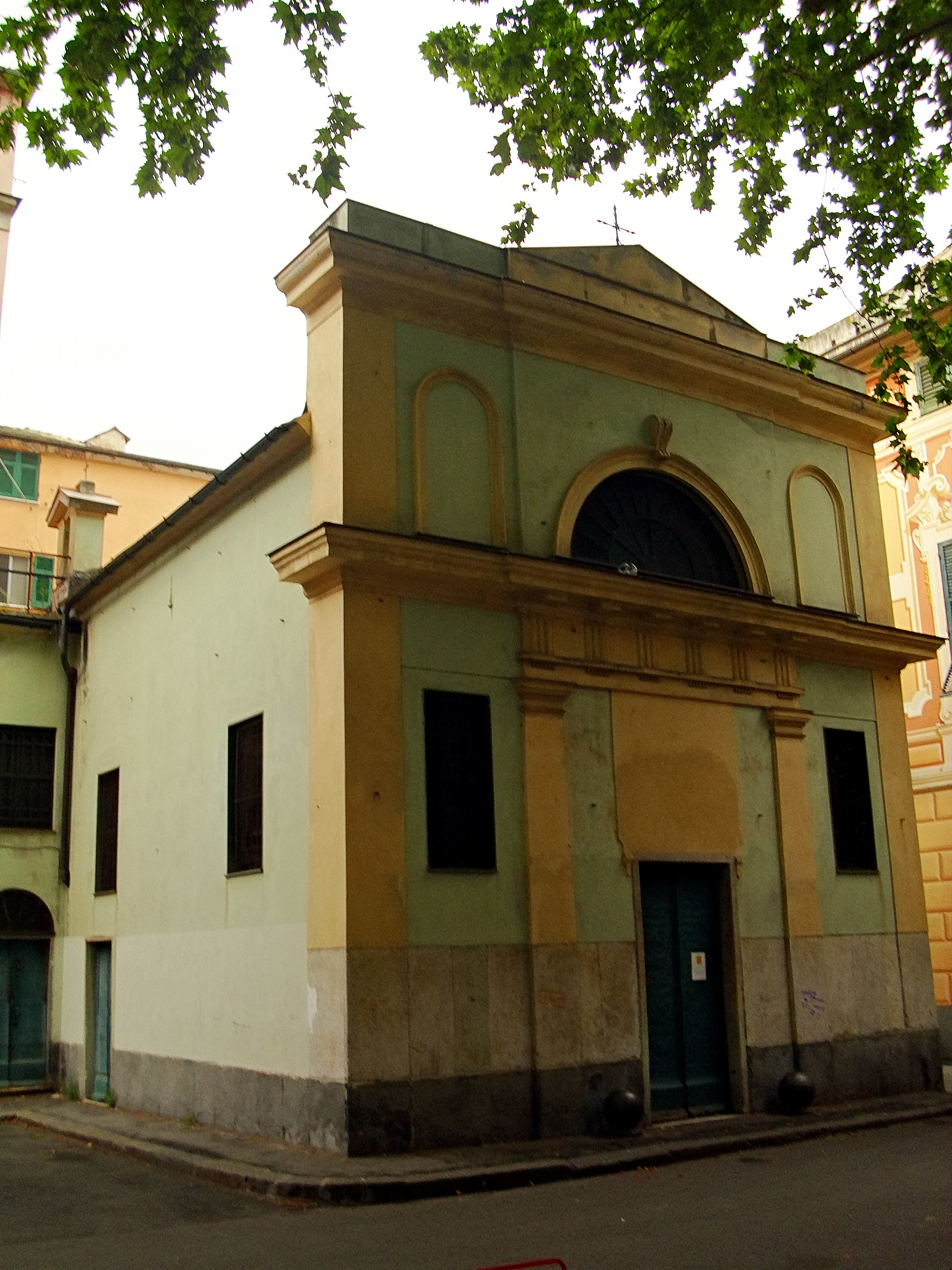
L'oratorio di San Giuseppe di piazza Tazzoli
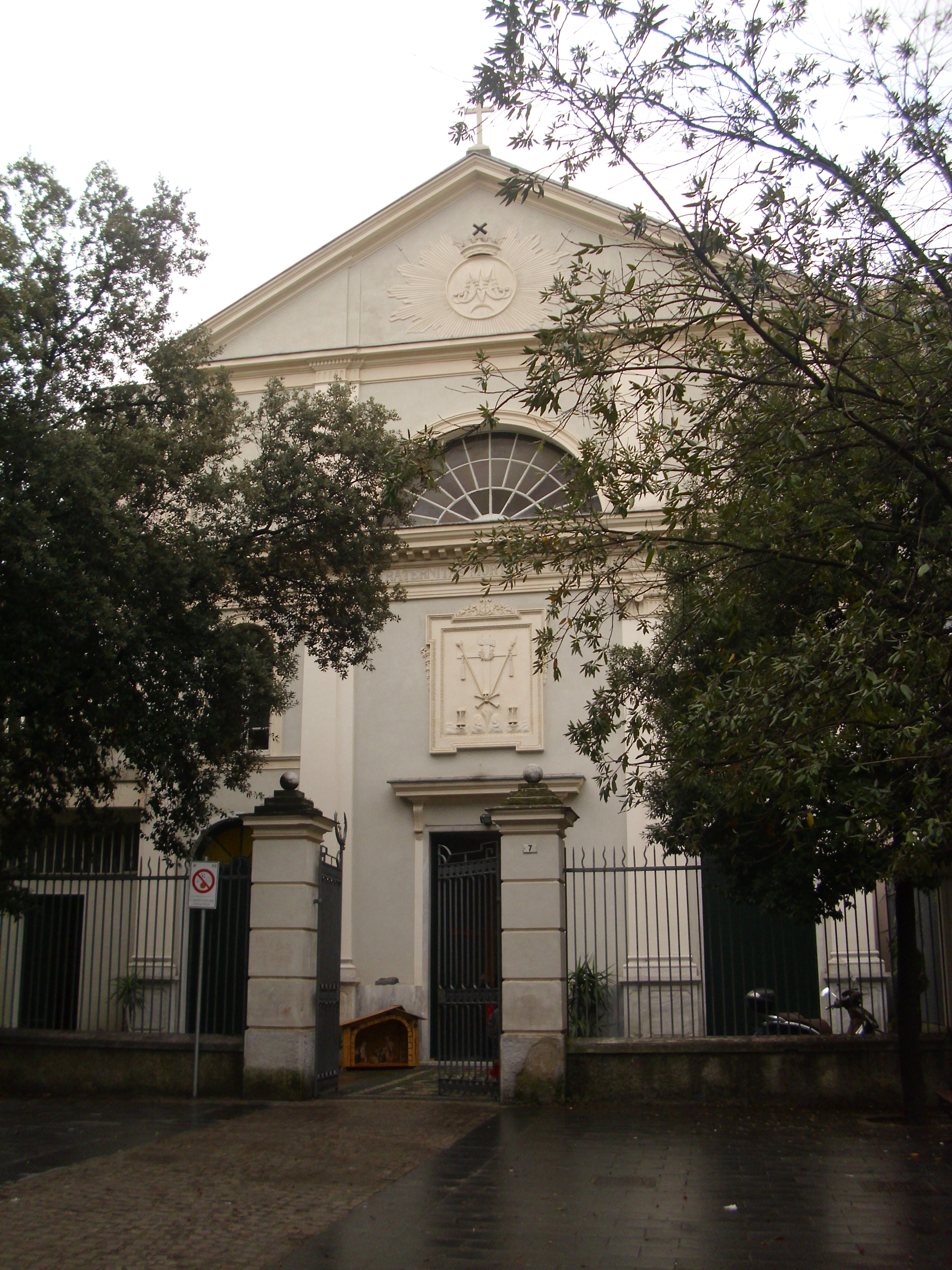
L'oratorio di Morte ed Orazione di piazza Pilo
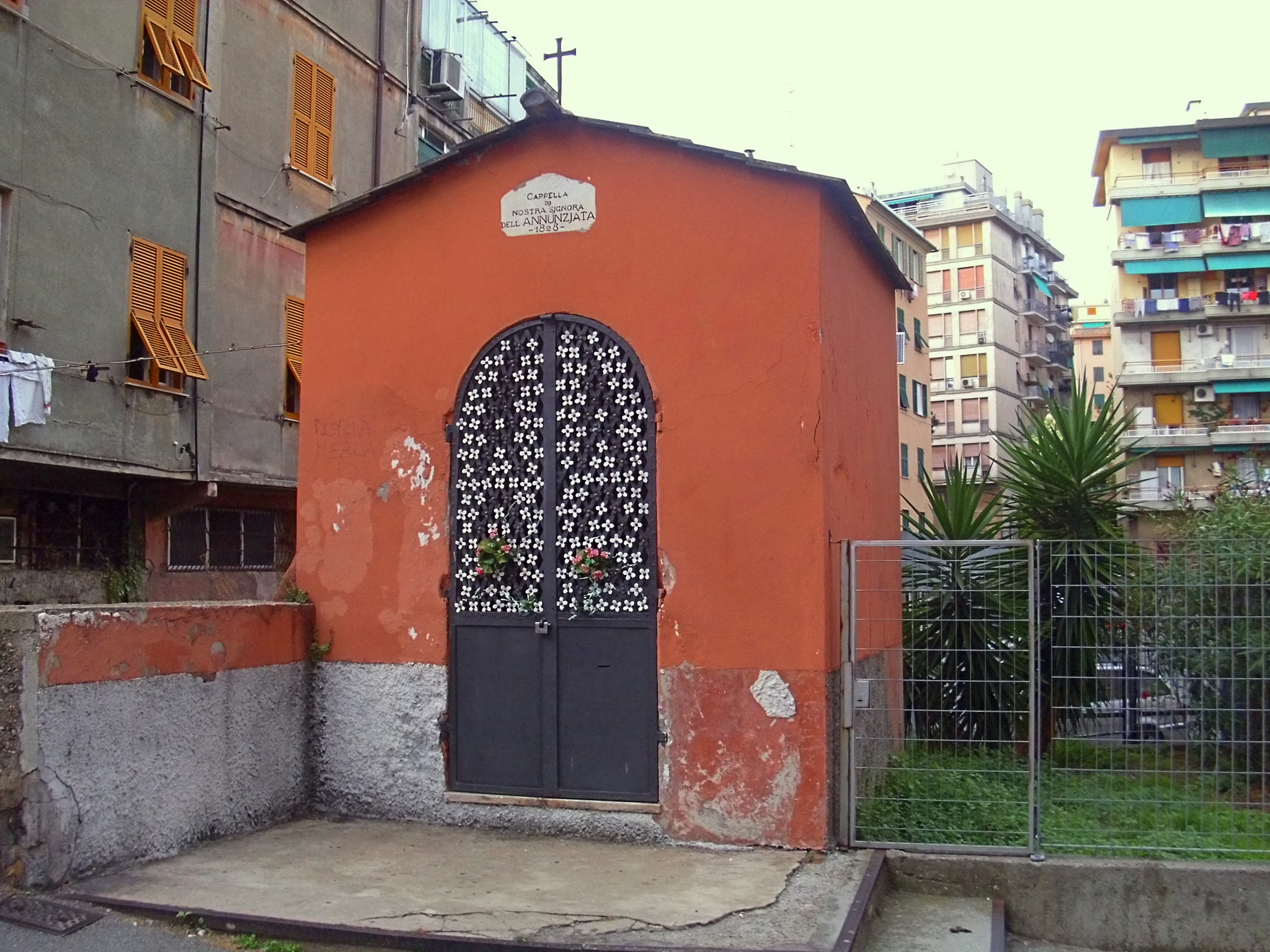
Piccola cappella dedicata all'Annunziata, posta sul torrente cantarena al confine tra via D'Andrade e via Vado
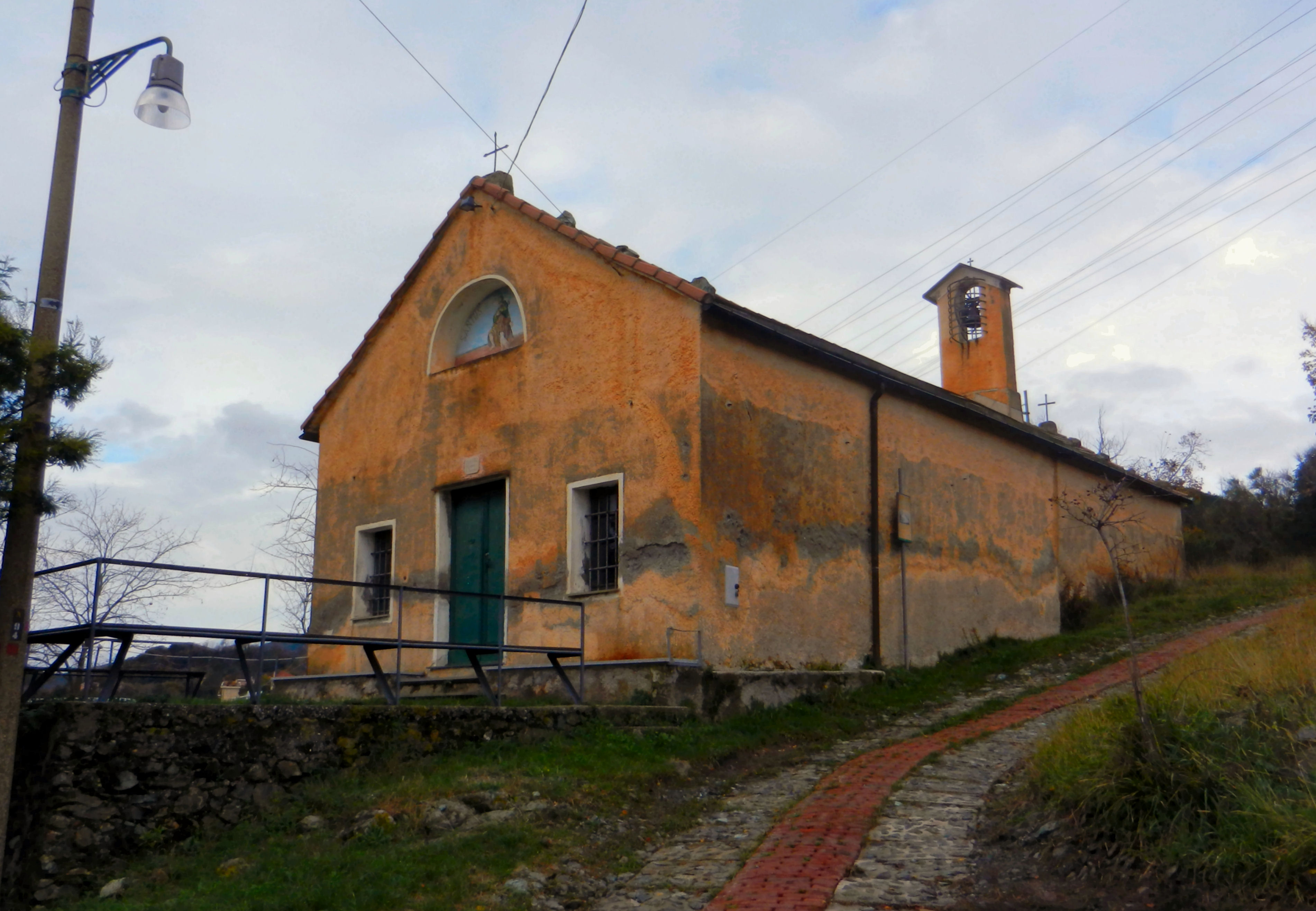
La cappella di San Rocco alle pendici del monte Gazzo
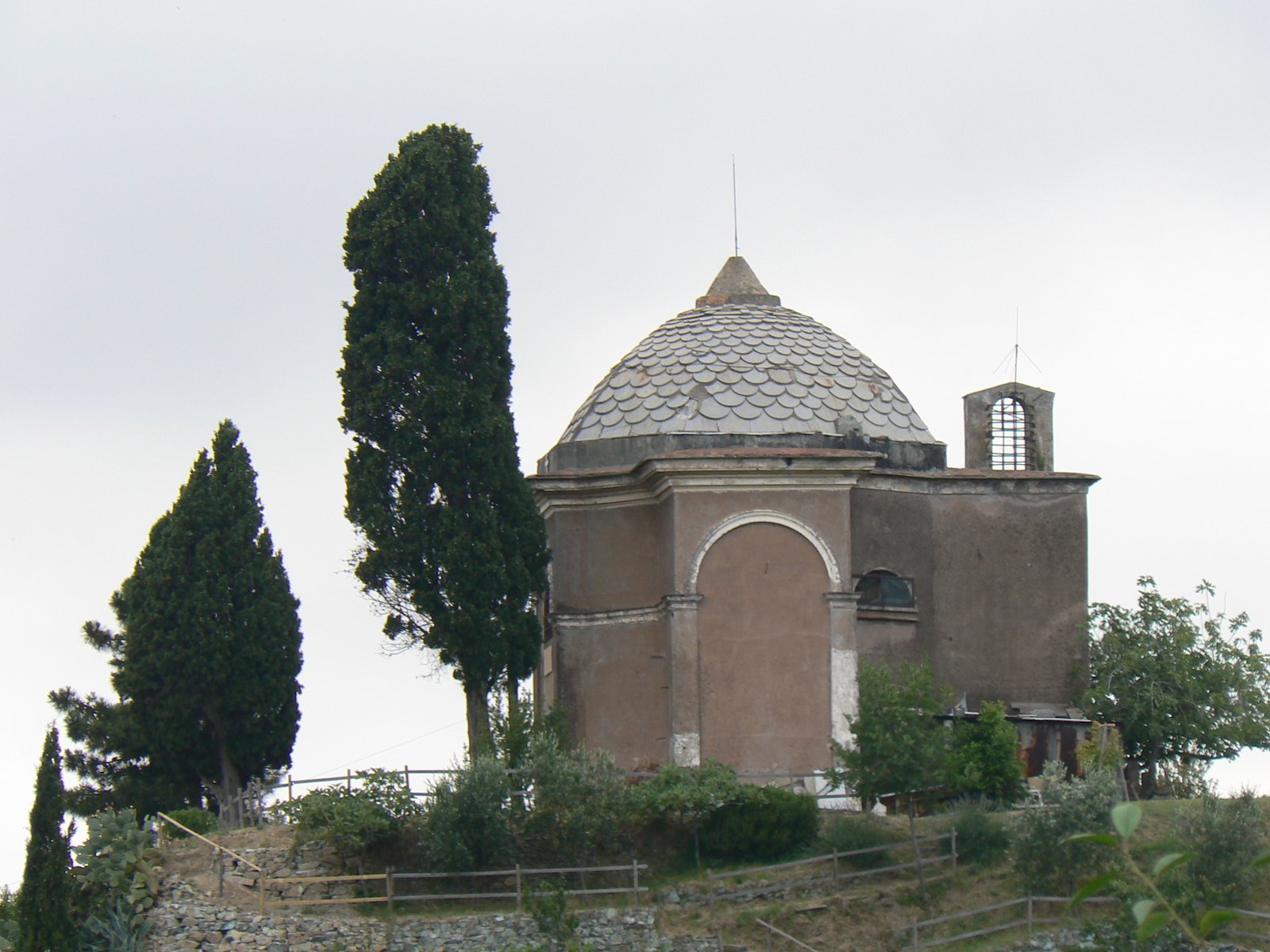
La cappella Carrega, raro esempio di edificio funebre privato
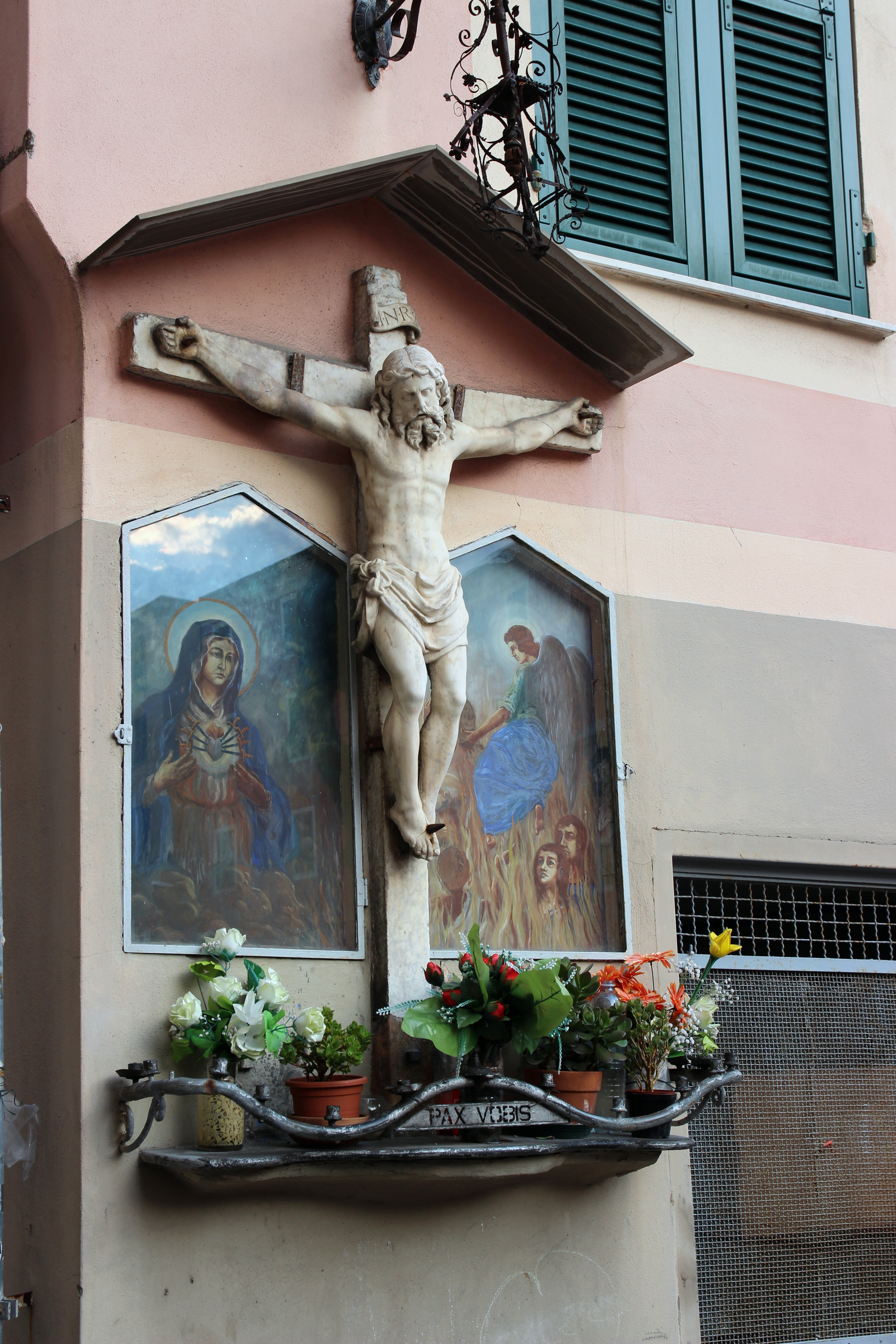
Il Cristo di marmo di piazza dei Micone
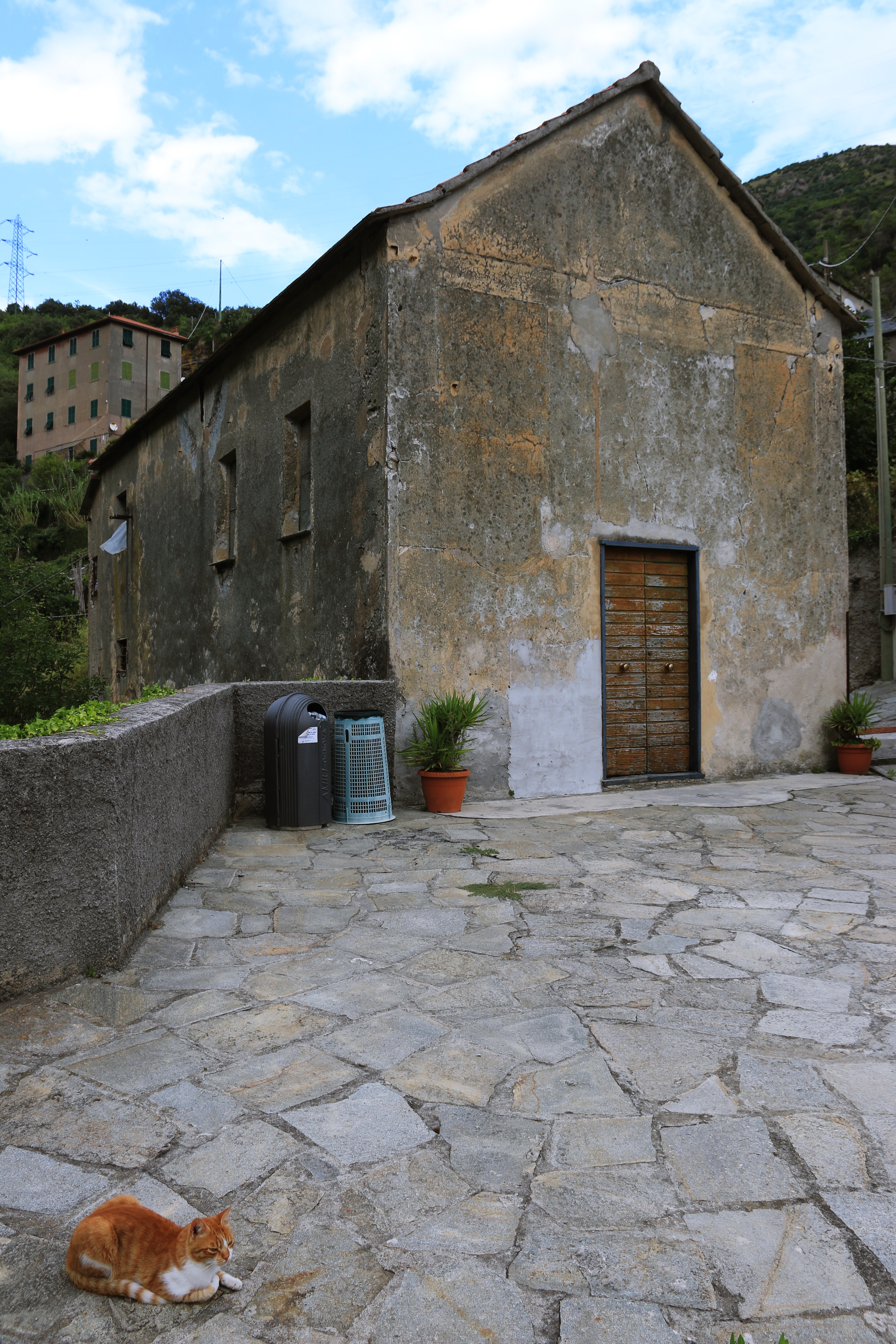
Vecchia chiesa di Serra, si trova sulla cresta della collina situata tra la confluenza del rio Bianchetta e del rio Cassinelle

#### Altre confessioni

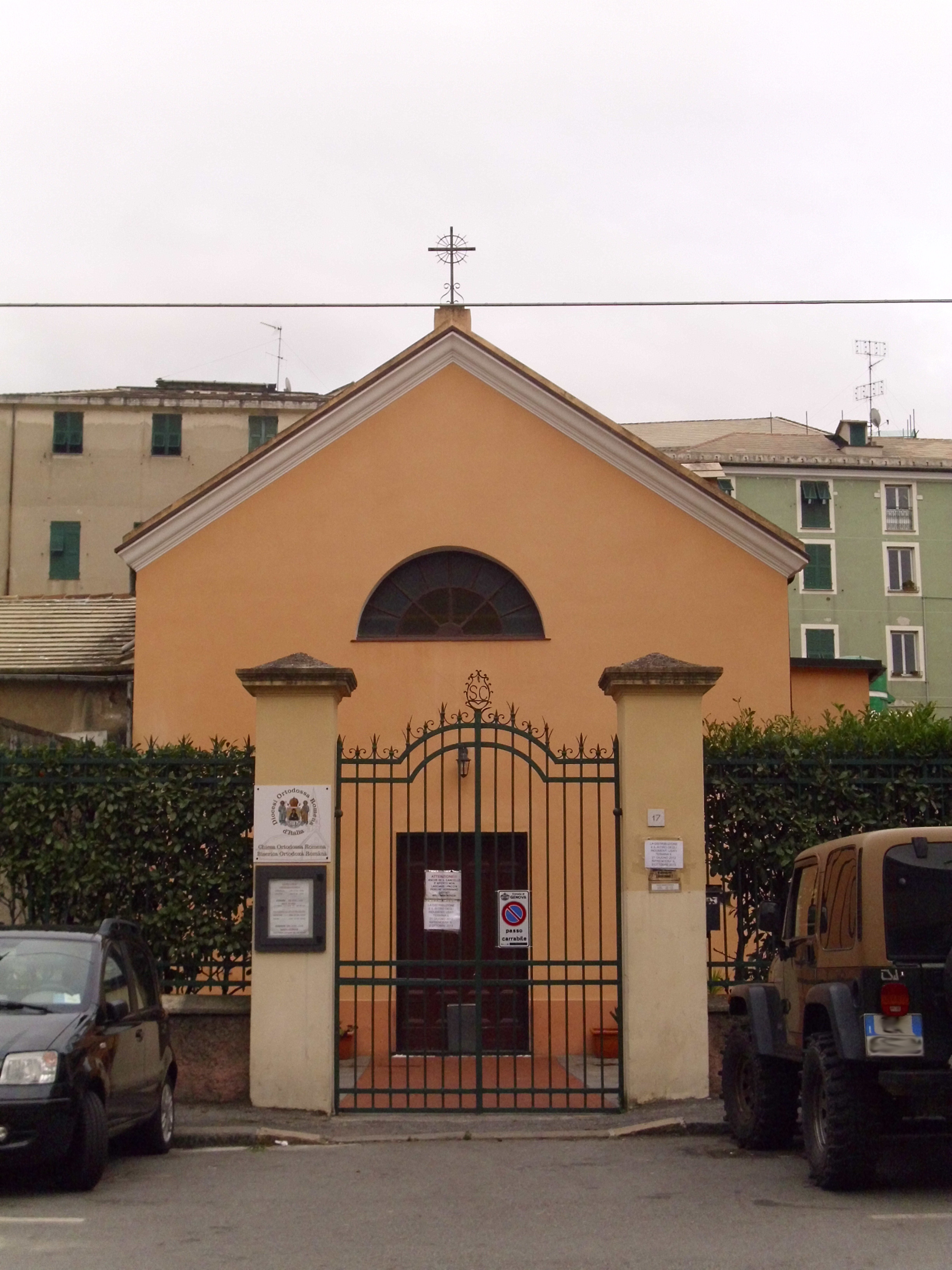
L'ex chiesa di Santa Caterina, ora sede della diocesi della chiesa Romena d'Italia

- Chiesa evangelica metodista

Prima chiesa non cattolica del quartiere, è situata nei locali al piano terra di un anonimo palazzo di via Fabio da Persico; è presente a Sestri dal 1895
- Chiesa ortodossa rumena

Situata nella chiesa di S. Caterina Vergine e Martire, in piazza Aprosio, è consacrata al culto bizantino ortodosso dall'ottobre 2007. La chiesa, chiusa da alcuni anni ed in stato di semiabbandono, è stata concessa dalla parrocchia dell'Assunta in comodato d'uso gratuito alla chiesa ortodossa romena in cambio del restauro e della manutenzione dell'edificio.
- Chiesa di Gesù Cristo dei santi degli ultimi giorni

In pieno centro cittadino, nell'area ricavata dall'abbattimento dell'ex cinema Italia, è stato edificato, ed inaugurato nel 2006, un moderno luogo di culto dedicato alla religione dei mormoni
- Chiesa unita pentecostale internazionale d'Italia

Ha il proprio luogo di culto in via S. Tommaso d'Aquino, 12/C, nella zona occidentale del quartiere.

### Architetture civili

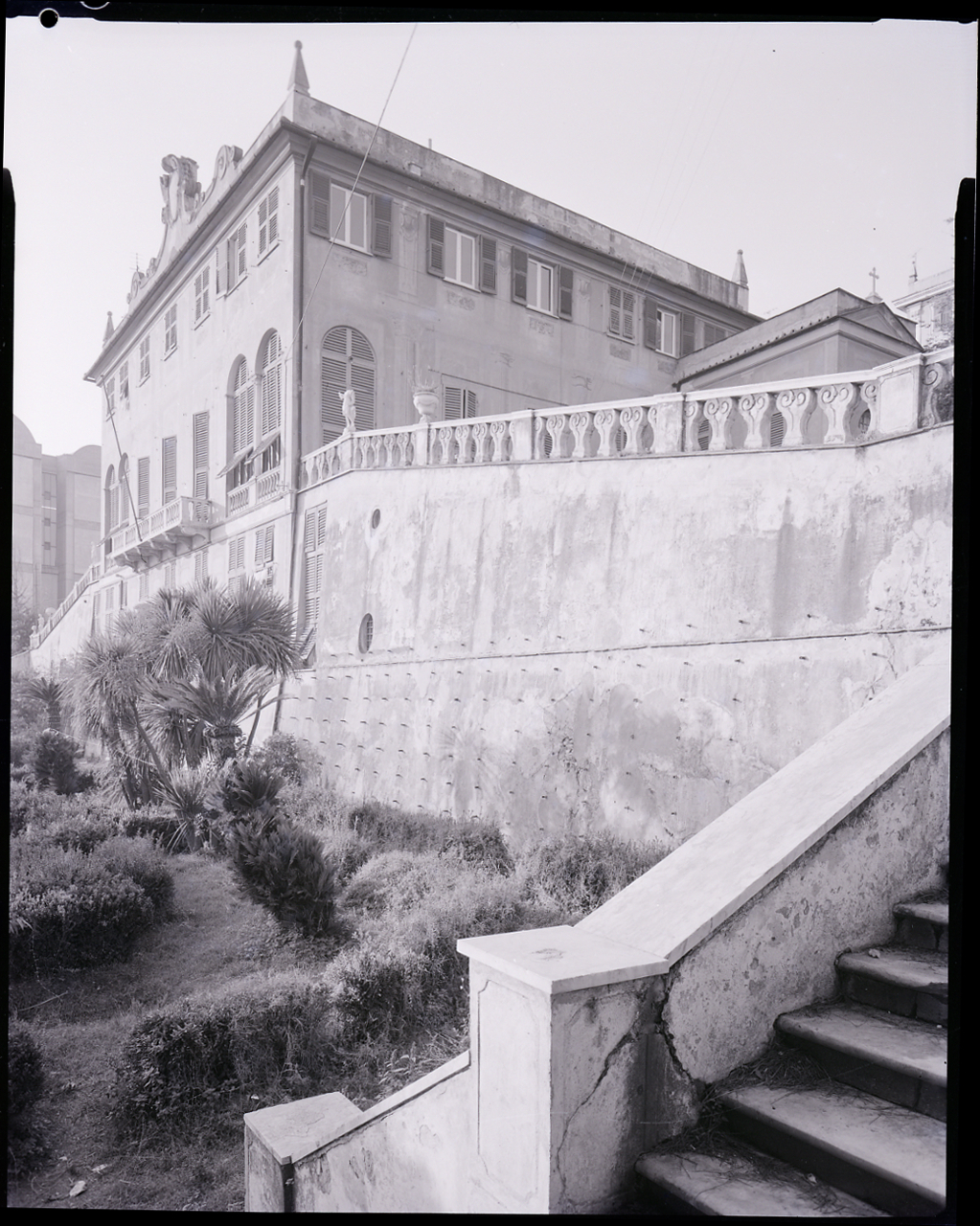
Villa Maria De Mari. Foto di Paolo Monti, 1963

- Palazzo Fieschi

XVI secolo. Situato nella via principale fu acquistato nel 1865 dal comune di Sestri Ponente per essere adibito a sede comunale. Ospita gli uffici distaccati del comune e quelli del Municipio VI - Medio Ponente.
- Villa Maria De Mari

Edificata nel XVI secolo, passa nel settecento alla famiglia De Mari, che danno all'edificio l'aspetto attuale, poi nel 1771 agli Spinola, ai banchieri Rossi nel 1896 ed infine alla famiglia Rollino nel 1939. Il grande parco e il giardino all'italiana sono andati completamente perduti nella speculazione edilizia avvenuta a partire dal boom edilizio di fine anni sessanta, mentre la villa è in degrado. Durante il secondo conflitto mondiale fu per un certo periodo di tempo la sede logistica di soldati tedeschi che ne fecero base operativa. Attualmente versa in stato di abbandono.
- Villa Spinola Pallavicino

Costruita ai primi del 1700 è la più piccola della ville che sorsero tra il sei-settecento lungo la costa a ponente del borgo. Dopo vari passaggi di proprietà venne acquistata, nel '900, dall'emergente famiglia sestrese dei Baganara e da questi, per eredità alla loro esponente Afra, suora laica appartenente alle oblate di San Benedetto che la abitò con un gruppo di consorelle e la adibì a orfanotrofio femminile e asilo infantile denominandola "Piccola casa del Sacro Cuore". È di proprietà, per lascito, dell'ordine religioso dei benedettini ed è in stato di semiabbandono. Nel tempo ha perso il parco a monte ma ha conservato una parte di quello che originariamente arrivava direttamente sul mare.
- Villa Parodi

Costruita per essere un convento dei padri della Compagnia del Gesù fu acquista nel 1800 dalla famiglia Durazzo e attualmente è di proprietà del Comune di Genova. Conserva parte del giardino ed è adibita ad istituto scolastico (fu per anni sede della scuola media "Dante Alighieri", poi divenuta una succursale della scuola media "Virginia Centurione", e sede della scuola materna). Ospita la sede della protezione civile.
- Villa Rossi Martini

Fatta costruire dai Lomellini nel XVII secolo dopo vari passaggi di proprietà, nel 1931 è stata acquistata dal Comune di Genova che ne ha adibito l'edificio principale a scuola elementare, dismessa nel 2004, è stata sommariamente ristrutturata e ospita centri culturali. Il parco misura 40425 m².
- Villa Sciallero-Carbone

Risalente al XVI secolo è stata acquistata nel 1974 dal Comune di Genova per adibirla a scuola dell'infanzia e altri usi.
- Grand Hotel di Villa Pessagno

Originariamente una villa dei conti Pessagno nel 1879 venne trasformato in un elegantissimo hotel. Con un bel giardino, con palme e fontane d'alabastro affacciato sulla centrale via Sestri, da cui era diviso da una cancellata e un portale d'ingresso con due leoni di marmo sui pilastri, acquistò rapidamente fama perché aveva una spiaggia privata e i clienti vi venivano accompagnati, attraverso il viale delle Palme, (l'attuale via Caterina Rossi) con una carrozza con tanto di cocchiere in livrea. Una volta dismesso diventò un palazzo residenziale mentre il bel giardino fu distrutto per far posto ad un moderno condominio.

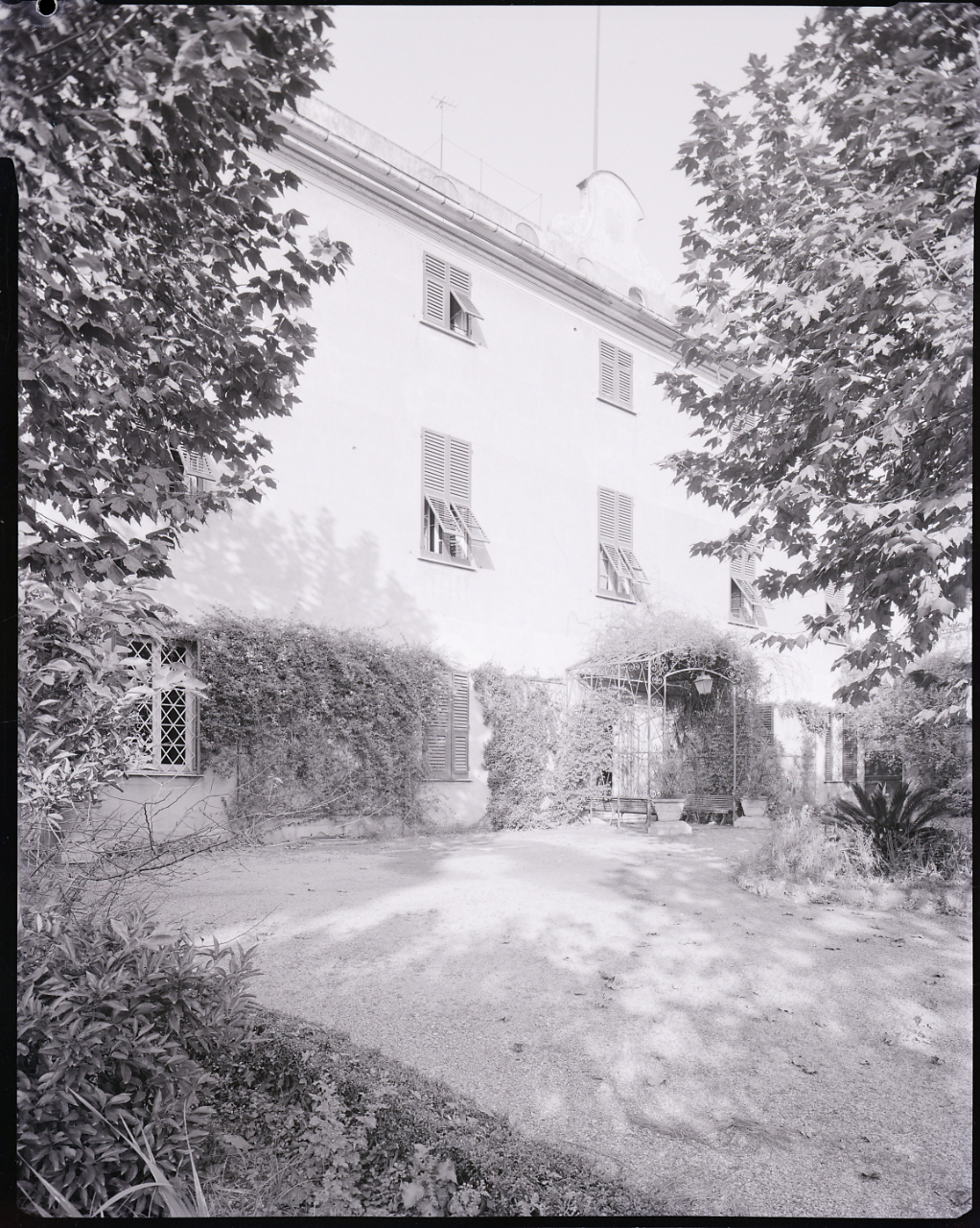
Villa Spinola Pallavicino in una foto di Paolo Monti del 1963
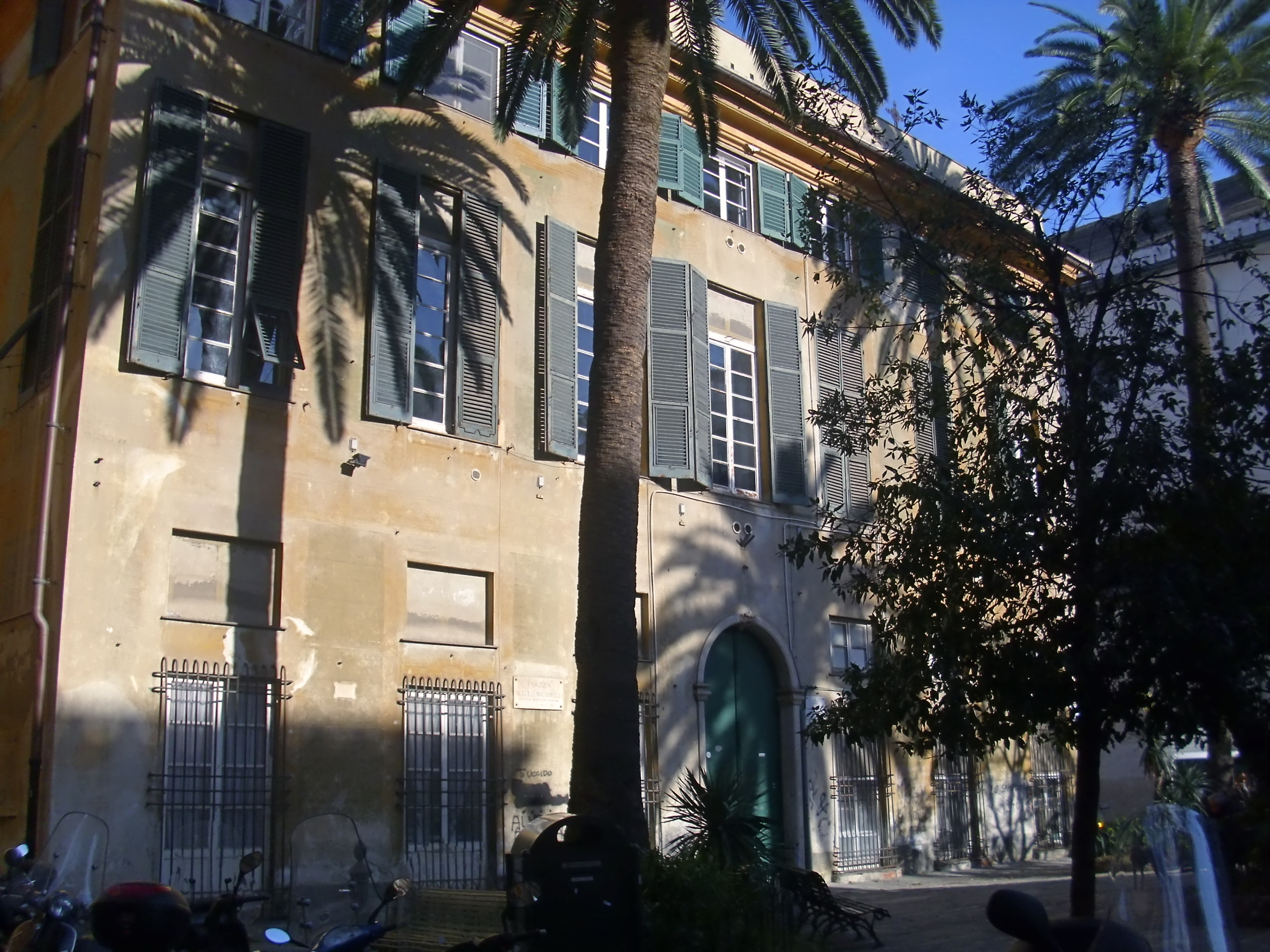
Palazzo Fieschi
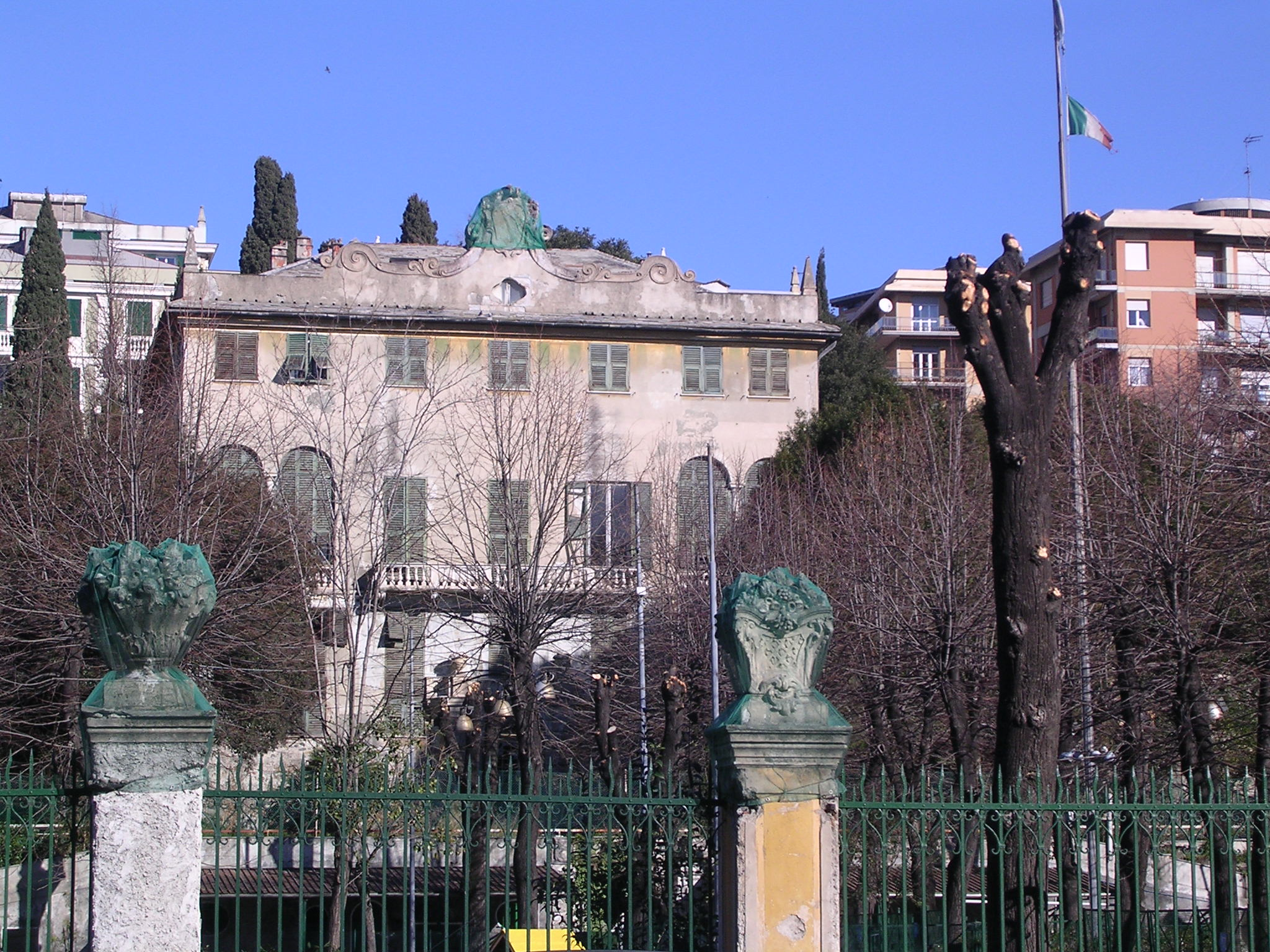
Villa Maria De Mari in evidente stato di abbandono
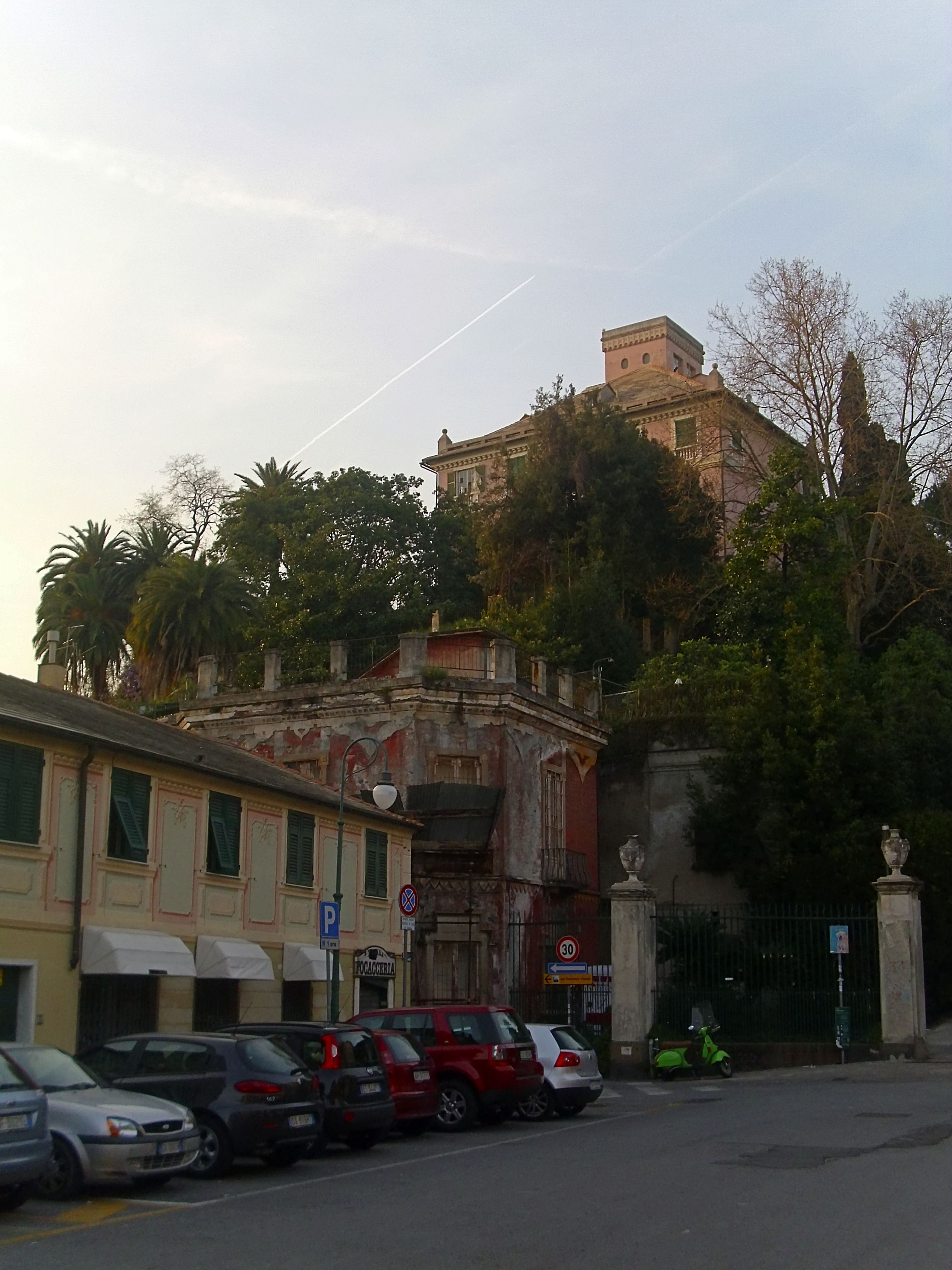
Villa Rossi Martini fotografata da piazza Bernardo Poch.

### IlMonumento ai caduti
Inaugurato il 1º dicembre 1929 è opera dello scultore sestrese Luigi Venzano ed è situato nell'allora piazza Colombo, poi piazza Monte Santo.
Il monumento si compone di un basamento di forma triangolare dal quale si ergono tre grandi statue in bronzo, nude e isolate a simboleggiare i caduti nelle battaglie combattute in terra, sui mari e nei cieli. La disposizione è abbastanza insolita ed originale ma le tre figure dei Caduti acquistano così maggiore rilievo.
Il monumento sestrese rimase vittima della campagna "Metallo per la Patria in Armi" lanciata dal regime fascista durante la seconda guerra mondiale e le tre statue in bronzo vennero fuse nel 1942. Alla fine del conflitto nella piazza erano rimasti solo i tre basamenti delle statue e il monumento versò per decenni in stato di abbandono. Vani furono due tentarvi di ripristino effettuate negli anni cinquanta e ottanta.
Nel 2002 prende il via un terzo tentativo e nel 2003, in occasione delle manifestazioni di Genova 2004 Capitale Europea della Cultura, viene costituito il Comitato promotore per la ricostruzione del Monumento ai caduti di Sestri Ponente con l'obiettivo di riuscire a realizzare nuovamente le statue in bronzo, partendo dai modelli originali in gesso conservati nello studio Venzano, che riesce nell'intento e finalmente il 6 novembre 2004 il restaurato Monumento ai caduti di Sestri viene inaugurato.

### La biblioteca

L'edificio dell'Ex manifattura tabacchi, ora sede della Biblioteca Dino Bruschi

A Sestri è presente una biblioteca intitolata a Dino Bruschi (primo segretario della locale Camera del Lavoro nel 1902 e assessore comunale socialista alla Pubblica Istruzione del Comune di Sestri Ponente, che donò del denaro per la fondazione della Biblioteca), e dal 2007 cointitolata a Franco Sartori (dirigente sindacale, sestrese) diventando così Biblioteca Civica Bruschi-Sartori, che può contare su un patrimonio librario di quasi 34 000 volumi (la quinta in città per dimensione sulle 15 presenti a Genova) e circa 650 iscritti al servizio di prestito.
Inizialmente ospitata nella palazzina Liberty, sede della Camera del Lavoro, venne data alle fiamme durante un assalto fascista il 5 luglio 1921. Dopo l'assalto da parte dei fascisti nell'edificio, che ospitava oltre alla biblioteca anche la Camera del Lavoro e diversi uffici di sindacalisti, si trasferiranno le Guardie Regie. Il 19 luglio il Pretore ordinò la restituzione dell'edificio, che venne occupato da alcuni cittadini, ma il giorno stesso i Carabinieri, su ordine del Questore, fecero sfollare le persone che vi si erano radunate. Poco più di un anno dopo, il 31 ottobre 1922, i militanti fascisti, durante un corteo, indetto per festeggiare la marcia su Roma, assalirono senza preavviso le Guardie Regie presenti nell'edificio. Al termine degli scontri la palazzina fu occupata dai volontari della Pubblica Assistenza Croce Verde, a cui l'edificio era stato promesso come nuova sede nei mesi precedenti, e la nuova destinazione d'uso fu formalizzata dalle autorità poco tempo dopo, tramite un contratto di affitto trentennale.
Trasferita dopo la guerra nell'ex sede del fascio locale (nel frattempo divenuta Casa del Popolo), dopo che questa venne destinata a sede del Commissariato di P.S. fu nuovamente trasferita, nel gennaio 1956, in alcuni locali presenti all'interno del parco della Villa Rossi Martini, dove rimase per i successivi 50 anni, contando sulla disponibilità di una superficie di 490 m² e di circa 80 posti nelle sale di lettura.
Dal marzo 2007 la biblioteca ha sede nei locali ristrutturati della ex Manifattura Tabacchi e in questa sua nuova sistemazione ha a disposizione circa 34 000 libri, 7 quotidiani e 66 periodici.

### La Manifattura tabacchi
La Fabbrica del tabacco di Sestri, esistente fin dal XVIII secolo, era inizialmente ubicata ad est dell'abitato fra le attuali via Antinori e via Giotto, presso ponte San Nicola. La posizione era favorevole sia per poter sfruttare le acque del torrente Chiaravagna che fornivano l'energia necessaria alle ruote dei mulini sia per la vicinanza al molo d'imbarco delle merci allora ubicato sull'asse dell'odierna via Ermada.
Nel 1867 si ipotizzò di costruire un nuovo edificio nel centro cittadino "nell'area a sud della Casa comunale, in via Anna Imperiale (poi via Biancheri) con il concorso e la cooperazione del governo" ma fu solamente nel 1885 che si arriverà alla decisione di costruire la "Nuova Manifattura dei tabacchi" in via Ugo Foscolo (poi via Soliman), su progetto dell'ing. Giovanni Opisso.
L'edificio, di proprietà comunale, occupava un'area di 9300 m² e si componeva di un edificio corpo a recintare l'area di proprietà con un corpo interno in posizione centrale (sopraelevato poi nel 1911) come si era in uso fare nell'Ottocento nei complessi industriali europei ma unico esempio a Genova. Entrò ufficialmente in funzione nel 1887.
Le condizioni di lavoro erano molto dure e insalubri ed inoltre a causa del grandissimo numero di donne che vi lavoravano, le sigaraie, si avevano grossi problemi sociali e fu una grande conquista, presso la Manifattura di Sestri, l'istituzione, nel 1912, della "nursery" per i figli piccoli delle operaie all'interno della manifattura stessa.
All'inizio del Novecento vi erano impiegate oltre 4 000 persone e produrrà a pieno regime fino all'inizio degli anni sessanta quando l'attività inizierà a rallentare progressivamente fino alla cessazione totale nel 1981, quando vi erano rimasti solo 50 dipendenti.
Da allora l'edificio, che dagli anni venti era diventato di proprietà dell'Ansaldo, fu destinato dai Monopoli di Stato a deposito fino al 1994 e nel 1997 fu ceduto per 8 miliardi di lire allo IACP di Genova.
Restaurato, comprende 82 appartamenti, un parcheggio sotterraneo con 185 posti auto, e ospita, oltre alla biblioteca civica, un auditorium, gli ambulatori della ASL 3 e numerose attività commerciali, tra cui la Manifattura Etica.

### Il mercato ortofrutticolo
È un bel capannone di ferro e ghisa in puro stile liberty che è stato per decenni adibito a sede del mercato ortofrutticolo all'ingrosso e chiuso alla fine del secolo scorso.
Costruito nel 1882 a Venezia come mercato del pesce fu acquistato dall'allora comune sestrese nel 1908 e ricostruito nella sua attuale sede tra via Ferro e via Goldoni.
Nel 2003 è stato completamente smontato, per permettere la realizzazione di un'autorimessa interrata, e accuratamente restaurato. Nel 2008 è stato rimontato con l'integrazione delle parti mancanti e elementi di arredo urbano nello stile originale.
Dopo un periodo di inutilizzazione a settembre 2011 sono iniziati i lavori all'interno per poter permettere l'insediamento dei banchi dello storico mercato ortofrutticolo di piazza dei Micone e quelli del vecchio mercato comunale coperto Cortellazzo di via Fabio da Persico nonché quelli per la realizzazione della nuova uscita della stazione FS tramite un sottopasso pedonale. I lavori sono terminati all'inizio del 2013 e nel mese di marzo dello stesso anno i primi banchi hanno preso possesso delle aree loro assegnate dando così nuova vita alla pregeveole struttura.

## Società

### Evoluzione demografica
Questa la popolazione residente di Sestri Ponente/San Giovanni Battista (esclusa la zona di Calcinara e Borzoli) nei vari censimenti:
| Quartiere                     | 1861  | 1871   | 1881   | 1901   | 1911   | 1921   | 1931   | 1936   | 1951   | 1961   | 1971   | 1981   | 1991   | 2001   |
| ----------------------------- | ----- | ------ | ------ | ------ | ------ | ------ | ------ | ------ | ------ | ------ | ------ | ------ | ------ | ------ |
| Sestri Ponente e S.G.Battista | 8 133 | 11 259 | 12 814 | 19 833 | 24 493 | 28 041 | 30 849 | 34 579 | 37 701 | 44 517 | 47 917 | 44 997 | 38 706 | 34 436 |

Questi dati di Sestri, Borzoli Ovest, San Giovanni Battista e Calcinara dal censimento del 1971 a quello del 2001:
| Quartiere             | 1971   | 1981   | 1991   | 2001   |
| --------------------- | ------ | ------ | ------ | ------ |
| Sestri Ponente        | 28 147 | 25 076 | 21 110 | 19 083 |
| San Giovanni Battista | 19 770 | 19 921 | 17 596 | 15 353 |
| Calcinara             | 14 843 | 14 625 | 12 415 | 10 958 |
| Borzoli Ovest         | 1 565  | 2 578  | 2 430  | 2 355  |
| Totale                | 64 325 | 62 200 | 55 876 | 47 749 |

### Istituzioni, enti e associazioni
L'essere un quartiere operaio ha dato un impulso determinante alla voglia di associazionismo dei sestresi tanto da farlo diventare, storicamente, il quartiere genovese delle associazioni.
Si contano a decine e tra le più importanti e ricche di storia, tuttora in attività, si ricordano:
- Filarmonica Sestrese, fondata nel 1845
- Unione Sportiva Sestri Ponente, fondata nel 1897
- Società Sportiva Libertas fondata nel 1905
- Università Popolare Sestrese, fondata nel 1907, sciolta durante la dittatura fascista e ricostituita nel dicembre 1945
- Pubblica Assistenza Croce Verde Sestri Ponente, fondata nel 1903
- Fratellanza Sportiva Sestrese Calcio, fondata nel 1919
- U.C.A.M. GENOVA, fondata nel 1930
- CNGEI - Gruppo "Genova 5°"
- AGESCI - Gruppi "Genova 54°" e "Genova 27°" e da non dimenticare l'ex "Genova 45°"
- Bocciofila Sestrese
- Associazione Amici del Chiaravagna, nata nel 1987 per sensibilizzare sui problemi che attanagliano il territorio del ponente genovese
- ComunicArte Associazione culturale specializzata nella didattica e nella comunicazione visiva.
- Associazione Basket Sestri, fondata nel 1986
- Compagnia Teatro Akropolis che nel 2010 ha fondato Teatro Akropolis, centro di ricerca teatrale riconosciuto a livello nazionale
- A.S.D. Pallacanestro Sestri, fondata nel 2015

#### L'ospedale
Sestri Ponente dispone di un moderno ospedale intitolato a padre Antero Micone.
Il primo nucleo risale al 1898 quando il comune di Sestri Ponente acquistò, nel territorio del limitrofo comune di San Giovanni Battista, la villa estiva della famiglia Sciallero-Carbone che nel 1932 fu ingrandita con l'aggiunta di una nuova ala. Nel giardino della villa, nel 1963, venne costruito un moderno padiglione che ha occultato alla vista la vecchia villa.
NeI primi anni 2000 una ristrutturazione ha ulteriormente ampliato il nosocomio con la costruzione del nuovo pronto soccorso e una nuova ala.
Va ricordato anche il Centro di day surgery ortopedica ove si effettuano interventi di chirurgia artroscopica e di chirurgia della mano applicando le più moderne tecniche chirurgiche.
Fiore all'occhiello dell'ospedale sono i reparti di oculistica e l'UTIC (l'unità di terapia intensiva coronarica) nonché il Centro Trasfusionale che storicamente raccoglie notevoli quantità di sangue tra i sestresi.
Dalla fine del 2012 l'ospedale sestrese è oggetto di una pesante riorganizzazione da parte dell'ASL3 genovese che ha visto prima la trasformazione del pronto soccorso in punto di primo intervento poi il ridimensionamento e/o il trasferimento di interi reparti.

## Cultura

### Cinema e teatri
Numerose sono state, nel corso degli anni, le sale teatrali e cinematografiche sestresi ma solo quattro sono sopravvissute alla crisi.
- Il Teatro Sociale. Costruito nel 1858 e demolito nel 1895
- Il Teatro Verdi. Costruito nel 1899. Convertito in cinema-teatro e ristrutturato nel 1955 e nel 2006. Dal 2024 è di nuovo operante.
- Il Cinematografo Sestrese detto "e sucche". Situato nell'allora via Garibaldi venne aperto nel 1910 e chiuso nel 1927 per la scarsa sicurezza. Il soprannome derivava dalla zucche vuote e illuminate dall'interno, come quelle di Halloween, che uno zio del proprietario aveva visto negli Stati Uniti dove era stato da emigrante.
- Il Cinema Teatro Roma. Sala signorile, nella centralissima via Sestri, inaugurata nel 1926 e chiusa negli anni ottanta. Sede dell'INPS
- Il Cinema Splendor. Sala popolare. È stata la prima a chiudere i battenti, negli anni 60. Il locale è occupato dalla Carige
- Il Cinema Italia. Sala popolare chiusa negli anni 80 prima convertita in palestra poi abbattuta per far spazio alla chiesa di Gesù Cristo dei santi dell'ultimo giorno.
- il Cinema Vittoria. Sala popolare chiusa negli anni 70 e abbandonata. Negli anni 90 riconvertita in parte in autosilo e in parte in supermercato.
- Il Cinema San Giovanni Battista. Sala parrocchiale tuttora esistente.
- Il Teatro Akropolis, fondato nel 2010 dalla Compagnia Teatro Akropolis.
- Il Teatro Rigon. Fondato nel 1924 da Ermelinda Rigon con l'Istituto San Tommaso d'Aquino, sopravvive ancora oggi nella sua struttura originale ed è stato recente oggetto di un tentativo di recupero da parte di una associazione di cittadini del quartiere che se ne stanno occupando per evitarne la demolizione.

### Cucina

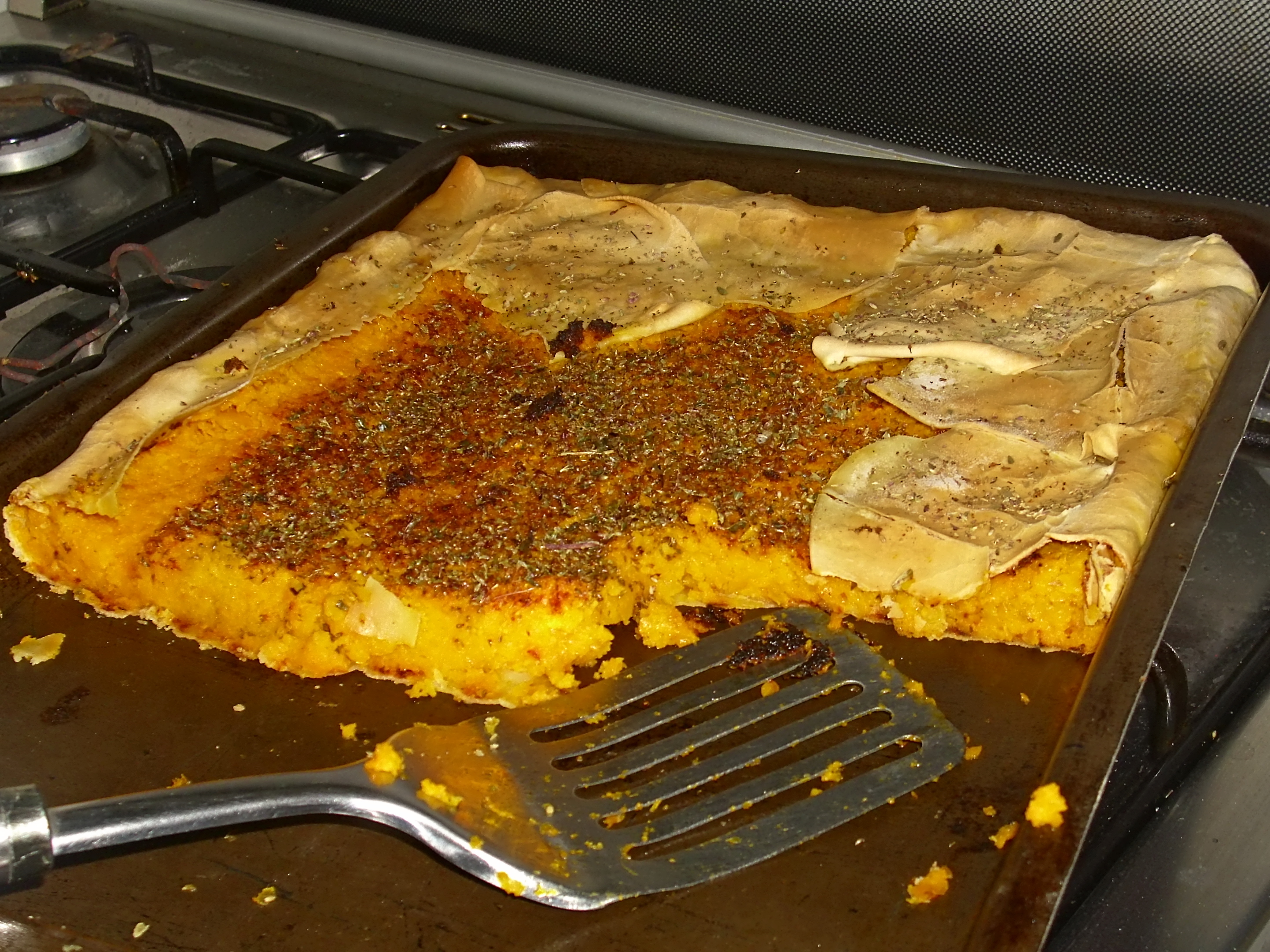
La farinata di zucca è una delle specialità tipiche del quartiere

Tipica di Sestri Ponente è la farinata di zucca, che in realtà non assume la caratteristica della farinata di ceci e quindi non è piatta ma è semplicemente una torta di sfoglia con ripieno a base principalmente di zucca, parmigiano e pepe nero, nella delegazione vi sono molti negozi (friggitorie) specializzati in questa vivanda.
Altra tipicità culinaria sestrese è il preboggion, ossia un minestrone di verdure e pasta servito caldo.

## Geografia antropica

### Frazioni e quartieri

L'imbocco del viale intitolato al sindaco Carlo Canepa, collega il centro della delegazione con la zona di San Giovanni Battista

Pur essendo amministrativamente parte del comune di Genova, Sestri Ponente, al pari di molti altri ex comuni inglobati nella Grande Genova è in pratica una cittadina con caratteri propri, a sua volta suddivisa in quartieri e frazioni. Tuttavia queste denominazioni storiche, benché comunemente riconosciute e utilizzate informalmente dagli abitanti non trovano riscontro nella suddivisione amministrativa ufficiale:
- Sant'Alberto: è la frazione situata ai piedi della collina sulla quale si trovano il cimitero di Sestri (chiamato dei Pini Storti) e l'omonimo santuario.
- Briscata: situata a est del torrente Molinassi che la separa dalla valle di Sant'Alberto all'estremo ponente. Parte in basso dalla chiesa di San Francesco presso via San Tommaso d'Aquino, passando da piazza Tarello sino ad arrivare ai quartieri residenziali di via Negroponte confinando coi campi da tennis della Casa Bianca (Cà Gianca)
- Casa Bianca (Cà Gianca in lingua genovese), viene chiamata anche Cappella Carrega, dai campi da tennis sino alla prima parte della strada per il santuario del Gazzo che si incrocia con salita Cataldi.
- Corea: così è detto popolarmente il quartiere formato dalle case di edilizia popolare costruite appunto ai tempi della guerra di Corea in via Fratelli Meldi, nella zona alta di via San Giovanni Battista.
- Costa: situata sulle alture di Sestri, in cima a via Santa Maria della Costa è attraversata dalla linea ferroviaria Asti-Genova con relativa fermata.
- Panigaro: situata sulle alture, ai piedi del monte Gazzo, in questa frazione hanno sede parte delle aziende che effettuano attività estrattiva sul monte.
- Pian del Forno (in dialetto cian du furnu), nella zona superiore di San Giovanni Battista, un tempo area agricola ed una delle ultime ad essere stata urbanizzata, negli anni settanta. Dalla zona, posta ai piedi del monte Gazzo, partono alcuni sentieri che permettono di raggiungerne la cima.
- Priano - Virgo Potens: è il quartiere sulla collina di Priano. Anticamente questa zona era un golfo insinuato tra due muri di colline, compreso tra le foci di due torrentelli che hanno dato origine all'odierno Chiaravagna. Questo tratto di mare veniva utilizzato dalla popolazione locale per i commerci e la riparazione delle navi da guerra. Dopo la cristianizzazione della Liguria, la zona acquistò il nome di San Lorenzo. Il Priano si popolò fra il 1030 e il 1100, a seguito della cacciata dei saraceni. Quando gli abitanti raggiunsero un numero sufficiente, fu mandato dalla diocesi di Genova un sacerdote e fu innalzata quindi l'attuale chiesa di Virgo Potens, sulla sponda di levante.

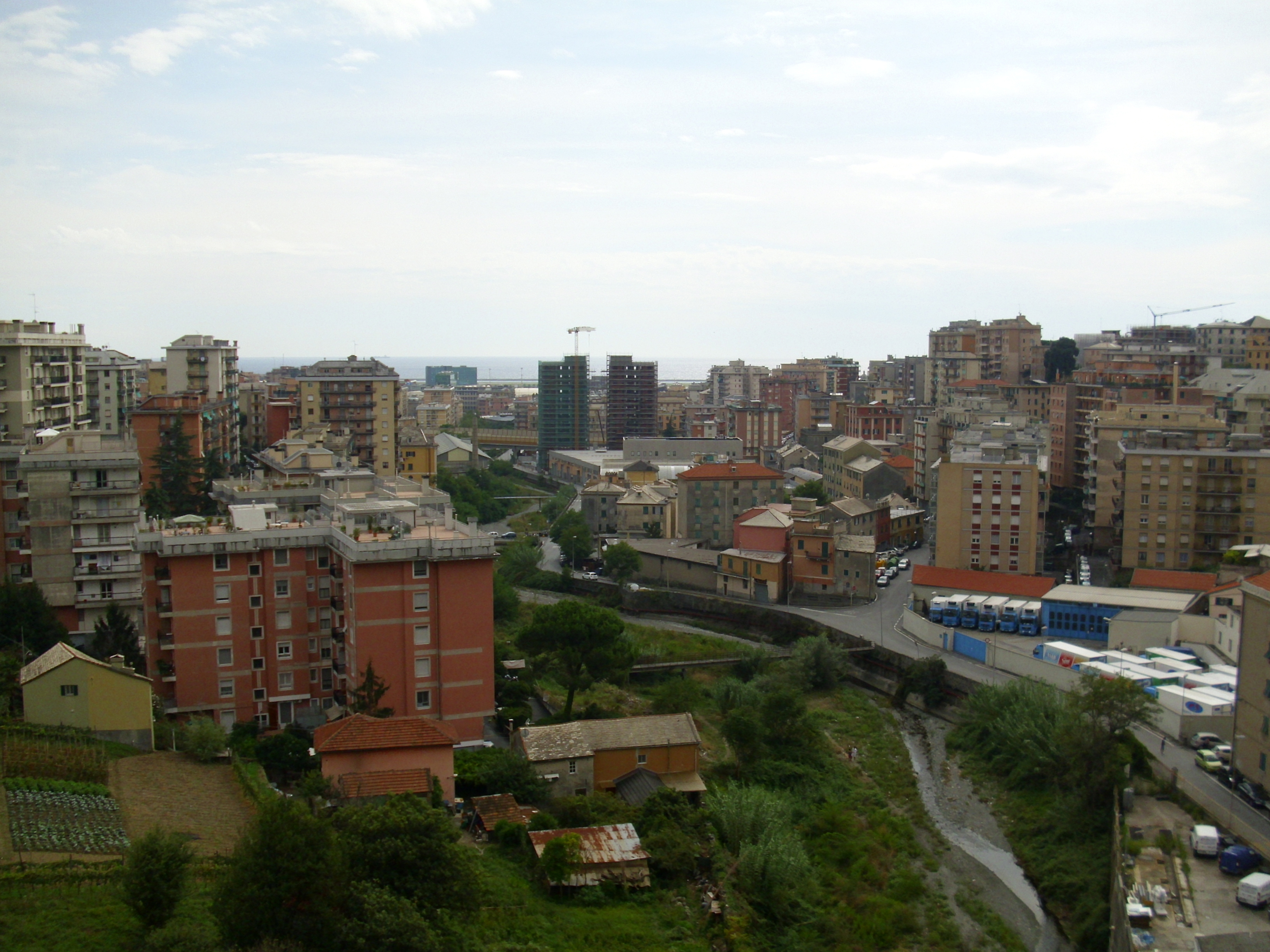
La zona di piazza Arrivabene e via Chiaravagna, sulle alture di Sestri, poco prima di Panigaro, fotografati dal ponte ferroviario della linea Genova-Ovada-Acqui Terme. Si nota il percorso del torrente Chiaravagna

- Quartiere Boschetto: è considerato una delle aree più periferiche del quartiere; è situato attorno a via Sant'Elia formata da una lunga serie di curve che collegano via Borzoli alla spianata degli Erzelli.
- San Giovanni Battista: fu comune autonomo dal 1804 al 1923, vi si trovano la chiesa di San Giovanni Battista, che diede il nome al comune, l'ospedale intitolato a Padre Antero Micone, un cinema, una scuola e un campetto da calcio. Come unità urbanistica, che comprende gli altri quartieri collinari, ha una popolazione di 13 927 abitanti (al 31 dicembre 2017).[1]
- San Nicola: fu in passato parte del comune di Borzoli; comprende l'area a est del torrente Chiaravagna e a sud dell'autostrada A10. Nella zona è presente un piccolo parco comunemente detto Corderia (in ricordo, appunto, di un'antica corderia, che sorgeva nello stesso luogo e demolita negli anni ottanta, contemporaneamente al vicino "Molino Sommariva", che era posto nel punto dell'incrocio tra via Borzoli e via Giotto, e la cui demolizione ha consentito l'allargamento della sede stradale, in precedenza molto angusta) con un campo da calcio e uno da tennis. Amministrativamente è compresa nell'unità urbanistica di Calcinara.
- Borzoli: fino al 1926 comune autonomo a cavaliere tra le valli del Chiaravagne e la val Polcevera, dopo l'incorporazione nel comune di Genova fu smembrato e suddiviso in Borzoli Est (accorpato al quartiere polceverasco di Rivarolo) e Borzoli Ovest, integrato nel quartiere di Sestri. L'unità urbanistica di Borzoli Ovest, che comprende tutta la zona collinare a levante del torrente Chiaravagna e a monte dell'autostrada A10 (esclusa la zona del Priano) ha una popolazione di 2 250 abitanti (al 31 dicembre 2017).[1]
- Calcinara: è la parte orientale di Sestri a valle dell'autostrada A10 che costituita in unità urbanistica comprende gli altri quartieri orientali (San Nicola, Priano, Quartiere Boschetto) ed ha complessivamente una popolazione di 9 974 abitanti (al 31 dicembre 2017).[1]
- Sestri Centro o Sestri Vecchia: è la zona più antica di Sestri situata attorno a Via Paglia e alla basilica di Nostra Signora Assunta di piazza Francesco Baracca.
- Villa Gavotti: quartiere residenziale edificato al confine con Multedo. Amministrativamente appartiene alla zona di Pegli, ma la sua contiguità con Sant'Alberto e l'espansione negli ultimi decenni di quest'area sorta dove anticamente non v'era alcun insediamento, ne fanno un quartiere a metà strada tra le due delegazioni, orograficamente e commercialmente più vicino a Sestri.
- Borgo alla Marina: si tratta dell'ultimo quartiere di Sestri. È attiguo all'aeroporto ed è direttamente affacciato sul nuovo porto turistico (Marina di Sestri Ponente) del quale è parte integrante.
- Fortini-Righetti: località posta nella strada che porta al santuario di N.S. del Gazzo, in Via Rollino.

#### La Sestri antica
A Lardæa de tæra antiga,
figgie belle no ghe n'è miga.
Quelle belle che ghe son,
son tutte a Castigion»
(antica filastrocca cittadina)
Per secoli e fino alla prima metà del Novecento la parte centrale di Sestri era suddivisa in due quartieri: Castiglione e Lardara: il primo andava dall'attuale piazza Baracca verso levante, il secondo dalla piazza verso ponente. Stando ad alcuni documenti del XII secolo, oltre i due borghi centrali, la divisione amministrativa della cittadina comprendeva anche quattro "ville": Briscata, Gazzo, Piandelforno e Sorriva.
Borgo Castiglione prendeva il nome dal castello (probabilmente Castel Leone), situato anticamente (XII secolo circa) sulla collina di San Nicola a guardia dell'antico golfo di San Lorenzo. Lardara invece sembra che derivasse da fune: probabilmente in quel quartiere anticamente veniva esercitata l'arte di "tirare le funi" (forse vi era una corderia) e da quell'attività la derivazione "Lardara o Larderia" che era appunto una specie di fune. Gradualmente, con l'industrializzazione e la crescita socio-economica Sestri cambiò e l'usanza di questa suddivisione scomparve dal gergo corrente. Alcuni anni fa nella centrale piazza Baracca sono state affisse due targhe che ricordano le due borgate ormai scomparse.

### Urbanistica
(da Corografia fisica, storica e statistica dell'Italia corredata di un Atlante: di Mappe geografiche e topografiche, testo del 1836)
La parte pianeggiante ha un sistema urbanistico molto ordinato, organizzato lungo una serie di vie parallele alla costa intersecate da vicoli alternati da strade più ampie. Il reticolato risultante è diviso in due parti, quasi simmetriche, da due vie centrali.
Caotica è invece l'urbanistica collinare, condizione dovuta in parte alla morfologia irregolare del territorio e in parte all'edificazione massiccia e ben poco coordinata del secondo dopoguerra.
Tra le vie e piazze sestresi degne di nota vi sono:

Via Sestri

- Via Sestri: è la strada principale della delegazione, di cui, con i suoi 700 m circa di lunghezza, attraversa tutto il centro, dal ponte sul torrente Chiaravagna fino a piazza Bernardo Poch, dove un tempo si trovava il viale alberato che collegava villa Rossi-Martini con l'antistante spiaggia.[58] È stata indicata nel tempo con vari nomi: Grande Route, via Provinciale e tra il 1885 ed il 1926 via Garibaldi,[15] come la chiamano ancora i vecchi sestresi o a stradd-a de carosse in genovese.[59] Inizialmente la sua estensione era maggiore, arrivando al confine con Multedo per una lunghezza quasi doppia rispetto all'attuale, segnato dal torrente Marotto, ma dopo la prima guerra mondiale la parte più a ponente dell'allora via Garibaldi venne intitolata alla battaglia di Vittorio Veneto, per poi cambiare nuovamente nome con l'unificazione nella grande Genova, divenendo l'attuale via Merano. L'architettura è tipicamente ottocentesca e, prima della sua soppressione negli anni '60, era percorsa della linea tramviaria[58]. Pedonalizzata da diversi decenni, ha subito un rifacimento nei primi anni del XXI secolo.[60] Dopo la pedonalizzazione è diventata il centro dello shopping del ponente cittadino e luogo di passeggio della popolazione (gergalmente detto "fare le vasche").

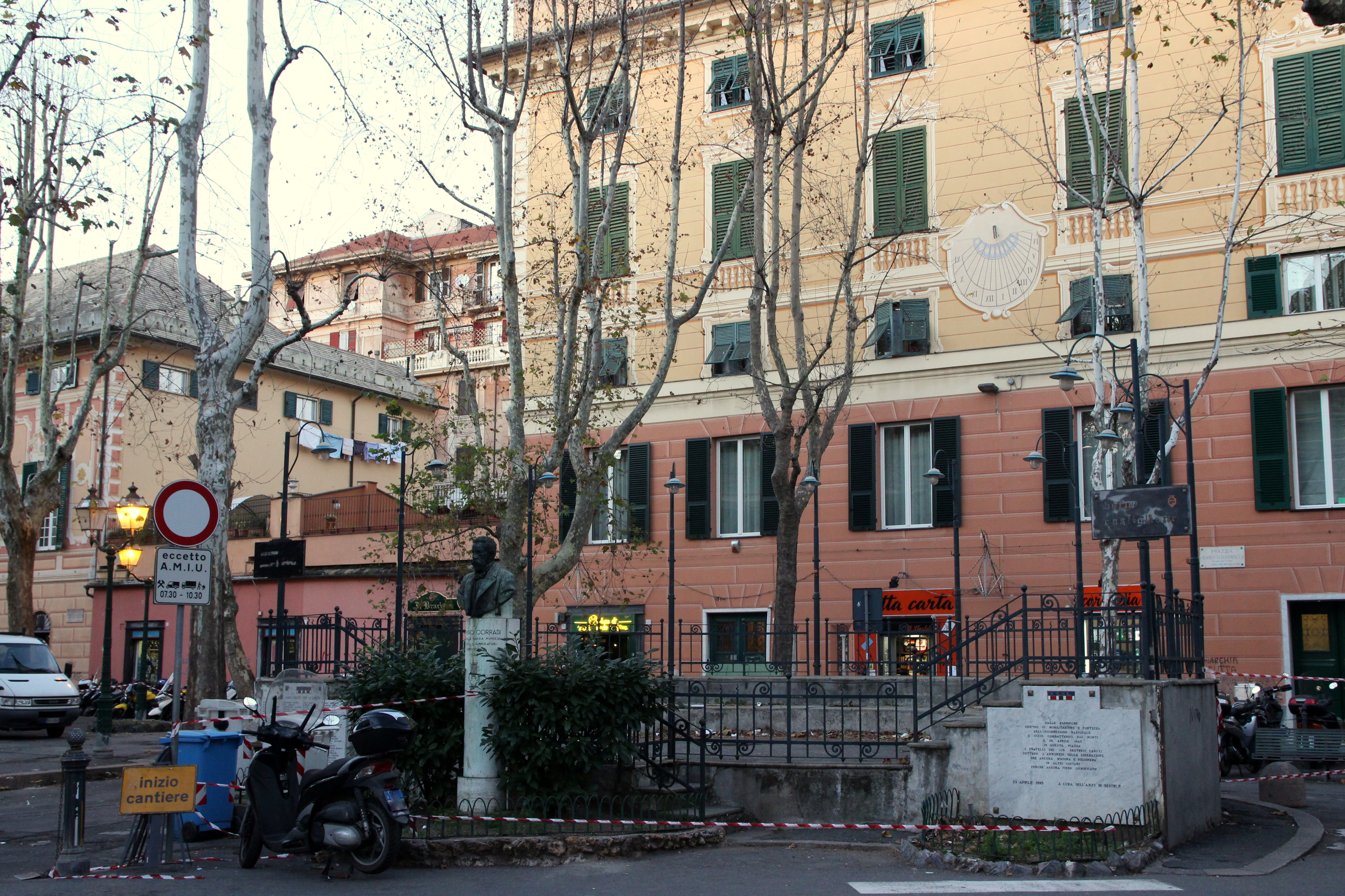
L'ottocentesco "circolo della musica" di piazza Francesco Baracca, poco prima della sua demolizione (foto gennaio 2015)

- Piazza Francesco Baracca. Intitolata all'aviatore eroe della prima guerra mondiale, è la piazza principale della delegazione, sulla quale si affaccia la basilica di Nostra Signora Assunta. Un tempo chiamata semplicemente piazza della Chiesa, durante il periodo napoleonico fu rinominata Place de la Libertè, per poi riprendere il suo vecchio nome dopo la restaurazione. Nel 1878 venne intitolata a Vittorio Emanuele II. Dalla parte opposta della piazza, davanti al settecentesco Palazzo Nattino, detto della Meridiana, vi era un palco musicale costruito nel 1871, gergalmente chiamato "circolo della musica", abitualmente adibito anche a palco per i numerosi comizi che nei suoi decenni di vita si svolsero nella delegazione. Il palco è stato demolito e ricostruito al centro della Piazza Tazzoli nel febbraio 2015 nell'ambito di alcuni lavori di riqualificazione e allargamento della carreggiata di piazza Francesco Baracca.

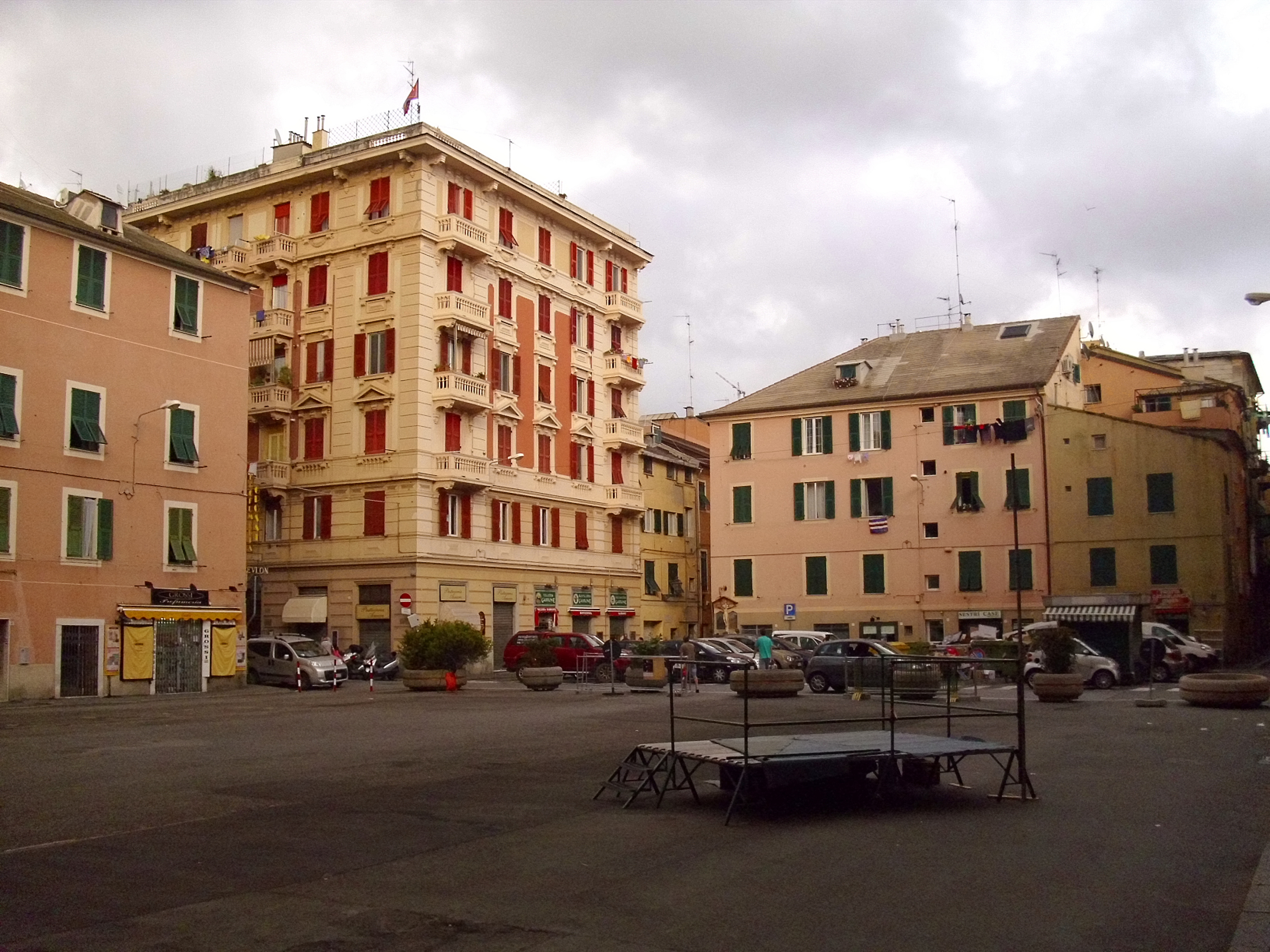
Piazza dei Micone, parzialmente pedonalizzata nel 2013

- Piazza dei Micone: intitolata ad una delle più influenti famiglie locali (al sacerdote Antero Maria Micone è stato dedicato anche l'ospedale), appartenente, a partire dal 1528, all'albergo dei Salvago.[61] Fino alla prima metà del XIX secolo nella piazza si svolgevano gare sportive legate a giochi effettuati con il pallone (giochi simili erano diffusi in tutta Europa da prima dell'invenzione dell'ora più noto Calcio),[62] suscitando le proteste dei residenti,[63] oltre alla tradizionale manifestazione estiva del preboggion. Tra il 1840 ed il 1847, a seguito del riordino urbanistico della zona e alla demolizione di alcuni edifici in stato di abbandono, in parte della piazza venne edificato il Teatro Sociale, su progetto dell'architetto sampierdarenese Angelo Scaniglia. Il sipario del teatro venne poi affrescato dal pittore e scenografo genovese Nicolò Barabino[62]. Al teatro venne affiancato, nel 1878, un grande lavatoio. L'edificio ebbe comunque vita breve, cessando l'attività come teatro nel 1895[62] divenendo un magazzino, usato anche dalla Croce d'oro[63] (associazione di volontariato attiva tra il 1906 ed il 1914), fino alla sua demolizione nel 1913. La piazza ha poi ospitato fino al dopoguerra (1954[63]) sia i lavatoi che alcune giostre, per poi divenire sede "provvisoria" di uno dei mercati ortofrutticoli rionali, rimanendo tale fino alla primavera del 2013. Sulla piazza, nell'angolo con via Paglia, è presente un'edicola votiva con crocifisso marmoreo risalente al XVII secolo.[61][62] Nel 2015 la piazza è stata oggetto di un drastico intervento di riqualificazione, lavori che sono terminati nel mese di dicembre quando la piazza è stata restituita alla cittadinanza.[64]
- Viale Carlo Canepa: chiamato dai sestresi semplicemente Il Viale e nel passato "La muntà dei fratti" (per la presenza di un convento dell'Ordine dei frati minori cappuccini). Realizzato alla fine dell'Ottocento come via di comunicazione tra il comune di Sestri e quello collinare, allora esistente, di San Giovanni Battista, ha avuto diverse denominazioni. Inizialmente era intitolato "XX Settembre" nella parte sestrese e "Umberto I" in quella collinare; venne poi dedicato alla Vittoria nel primo dopoguerra, a Manlio Cavagnaro in epoca fascista e nel secondo dopoguerra ai Martiri della Libertà. Il viale è stato infine intitolato a Carlo Canepa, lo storico sindaco sestrese, nome che mantiene tuttora. Ha una lunghezza di circa 400 m e come altitudine passa dai circa 5 m s.l.m. della parte bassa ai circa 40 m s.l.m. della parte alta. La carreggiata è composta da due corsie, una per senso di marcia, mentre ai lati della strada sono presenti dei percorsi pedonali separati dalla carreggiata da marciapiedi rialzati e da aiuole in cui sono presenti gli alberi. Nel 2018 sono iniziati i lavori di riqualificazione con il rifacimento dei marciapiedi e la sostituzione dell'alberatura.
- Via Giuseppe Biancheri: dal 1926 intitolata al politico ventimigliese, è l'unica strada porticata della delegazione. Un primo progetto per la strada venne realizzato nel 1855 dall'ingegner Gandini e prevedeva il rifacimento di quella che allora era la via della Chiesa, la quale collegava la chiesa dell'Assunta con la zona a mare dove stava sorgendo la stazione ferroviaria cittadina sulla tratta Sampierdarena-Voltri (inaugurata nel 1856). I primi progetti prevedevano una strada molto larga, con due file di palazzi suddivisi in 10 blocchi edilizi. Negli anni '70 l'ingegner Rossi semplificò il progetto, realizzando l'attuale strada, porticata solo da un lato e composta da quattro blocchi edilizi. Dal 1901 al 1926 fu dedicata ad Anna Imperiale, poi con la nascita della Grande Genova il nome venne modificato in quello attuale.[65]
- Via Merano: Nata come prolungamento a ponente della storica via Garibaldi fu allargata all'attuale ampiezza con apposito decreto comunale nel 1888. Essendo un'importante arteria stradale, nonostante lo scarso traffico di allora, e non essendo pavimentata era molto polverosa durante la stagione estiva e fangosa in quella invernale. Per ovviare a questi inconveniente durante i periodi secchi era percorsa da un carro-botte comunale, chiamato o carö bagnetta, per l'innaffiatura e durante i periodi umidi dai rascciacoulisse, carri muniti di attrezzo per raschiare via il fango così da rendere sempre agibile la carreggiata. Alla sua estremità occidentale, in corrispondenza del torrente Molinassi, che anticamente fungeva da confine tra il comune sestrese e quello di Multedo (poi Pegli), c'era il ponte daziario, chiamato per questo "ponte de cadenn-e" (ponte delle catene). Venne ridenominata, dopo la prima guerra mondiale via Vittorio Veneto, e assunse il suo nome attuale nel 1926 dopo la creazione della Grande Genova. Il pomeriggio del 4 ottobre 2010 è stata completamente allagata, insieme alle vie adiacenti, dallo straripamento del torrente Molinassi, con ingenti danni.

Via Caterina Rossi

- Via Caterina Rossi: Uno dei primi esempi italiani di edilizia popolare giunto a noi intatto. Lunga circa 250 metri si compone di 20 edifici identici (10 per lato), su cinque piani, con 10 appartamenti ciascuno e che misurano 20 metri in altezza e 20 metri in larghezza. Vennero costruiti nel 1910, per sopperire alle crescenti esigenze abitative causate dallo sviluppo industriale, in quello che era il Viale delle Palme che collegava il Grand Hotel di Villa Pessagno alla spiaggia sestrese. Gli edifici, pur popolari, erano artisticamente decorati in facciata ma inquinamento ed agenti atmosferici li hanno negli anni ridotti ad un anonimo grigiore. Alla fine del primo decennio del XXI secolo è stata annunciata una prossima operazione di restyling.[66] Il nome della via è stato dato in onore della figlia del conte Gerolamo Rossi Martini, senatore del Regno e filantropo (al tempo proprietario dell'omonima villa), che finanziò in parte l'opera di costruzione effettuata dalle cooperative edilizie operaie.[67]

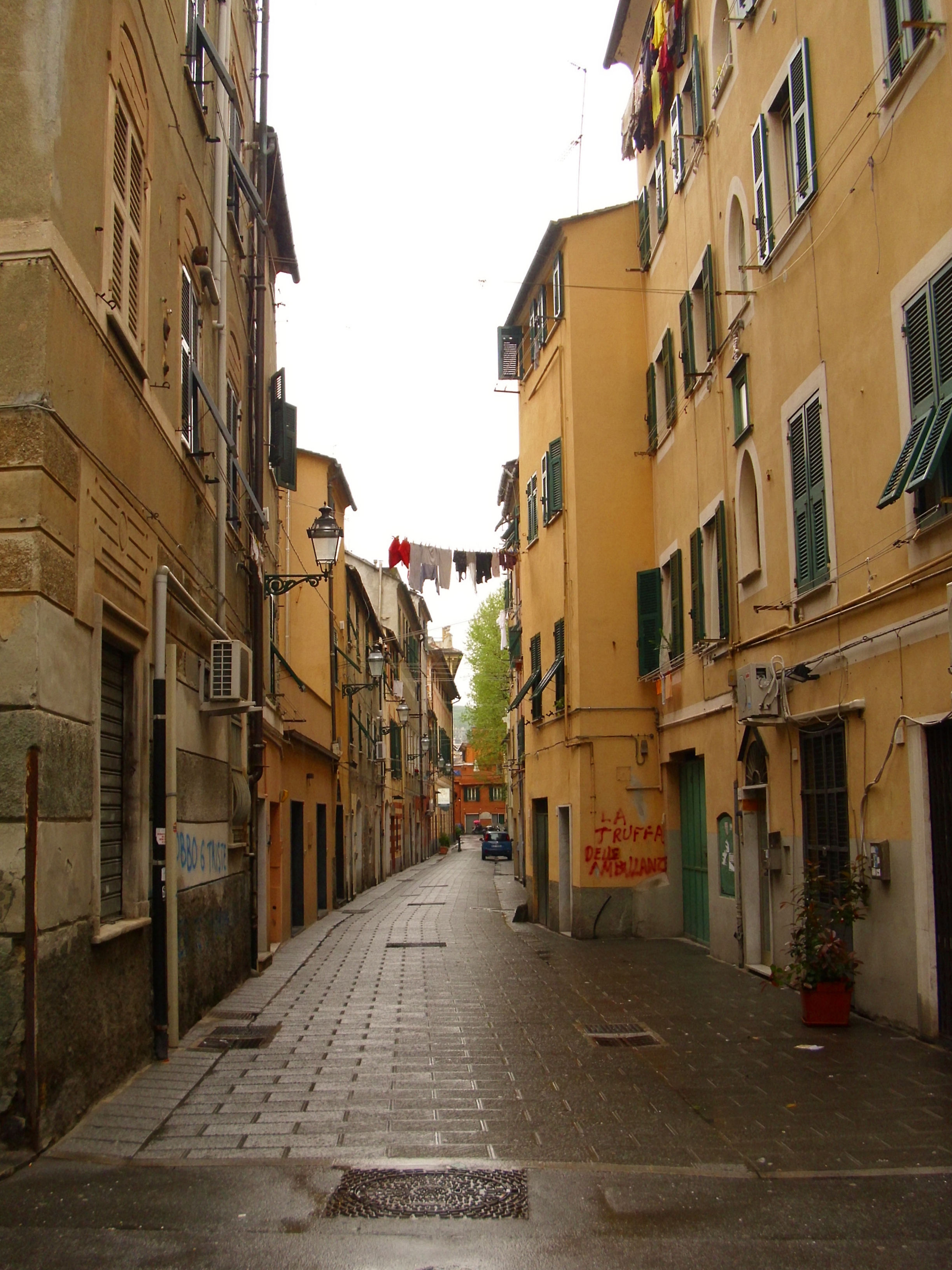
Uno scorcio di Via Paglia

- Via Paglia: una delle strade più vecchie della delegazione, pedonalizzata nei primi anni del XXI secolo. Lungo il suo percorso, che attraversa tutto il centro della delegazione, vi sono numerose case adiacenti una all'altra di forma e dimensioni differenti, ma non molto sviluppate in altezza. Prima dell'arretramento della spiaggia era probabilmente la strada costiera della cittadina. Il nome, secondo diverse fonti, deriverebbe dalla presenza in loco di stalle.[68]
- Via Chiaravagna: strada che attraversa perpendicolarmente la delegazione, lungo l'omonimo torrente, dalla confluenza del rio Bianchetta e del rio Cassinelle nella frazione di Panigaro fino a poche decine di metri prima della confluenza di questo con il rio Ruscarolo. Costituiva il confine tra i vecchi comuni di Sestri e Borzoli.

## Economia

Il transatlantico italiano Rex in navigazione

Sestri Ponente ospita numerose attività commerciali, come già detto, concentrate nell'omonima via Sestri.
A Sestri l'industria turistico-ristorativa è rappresentata, oltre che dal porto turistico della Marina Genova Aeroporto, da due hotel a quattro stelle e da numerosi bar, pizzerie, ristoranti e trattorie: il quartiere vanta un'antica tradizione gastronomica, rafforzata dalla presenza di uno dei due istituti alberghieri di Genova, l'I.P.S.S.A.R. Nino Bergese e da numerose osterie e trattorie di antica tradizione.
Ospita poi gli importanti cantieri navali della Fincantieri (in cui vengono costruite fra l'altro le navi della Costa Crociere) e diverse aziende del settore dell'high-tech.
Nei cantieri navali sestresi venne costruito il transatlantico Rex, che a suo tempo stabilì il primato di velocità nell'attraversamento dell'Atlantico, guadagnandosi il riconoscimento del Nastro Azzurro, ma anche gli ultimi grandi transatlantici fra cui l'Andrea Doria (che affondò davanti al porto di New York nel 1956 in seguito allo speronamento da parte del mercantile Stockholm) e la sfortunata Michelangelo, tristemente demolita in Pakistan nel 1991.
Il polo high-tech è composto da aziende leader mondiali nei loro settori quali Marconi Communications (ora inglobata nel colosso svedese Ericsson), Leonardo, ABB, più numerose altre piccole ma moderne aziende dell'indotto riunite nel moderno polo tecnologico Dixet realizzato nel 2001.
Da non dimenticare il polo aeronautico della Piaggio Aero Industries che fu fondata a proprio a Sestri nel 1884.
L’imprenditore Genovese Attilio Odero, nel 1905, fondò la “San Giorgio, Società anonima per la costruzione di automobili terrestri e marittimi” che dopo pochi anni interruppe la fabbricazione di automobili per dedicarsi a svariate attività. La più nota è forse la fabbricazione di ottiche sia per il mercato civile che militare. La prima sede degli uffici fu la palazzina progettata dal famoso architetto Luigi Coppedè ed è visibile ancora ora in via Luciano Manara a Sestri Ponente.
Ci sono, inoltre, due sale cinematografiche e teatrali, due cimiteri e numerosi istituti scolastici.

## Infrastrutture e trasporti

### Strade
Sestri Ponente è attraversata dalla Strada statale 1 Via Aurelia e dall'autostrada A10, Genova - Ventimiglia, con il casello di ingresso, denominato Genova Aeroporto, ubicato a levante nel territorio di Cornigliano, in una zona disabitata tra Erzelli e Cornigliano, un tempo detta u desertu.

### Linee ferroviarie

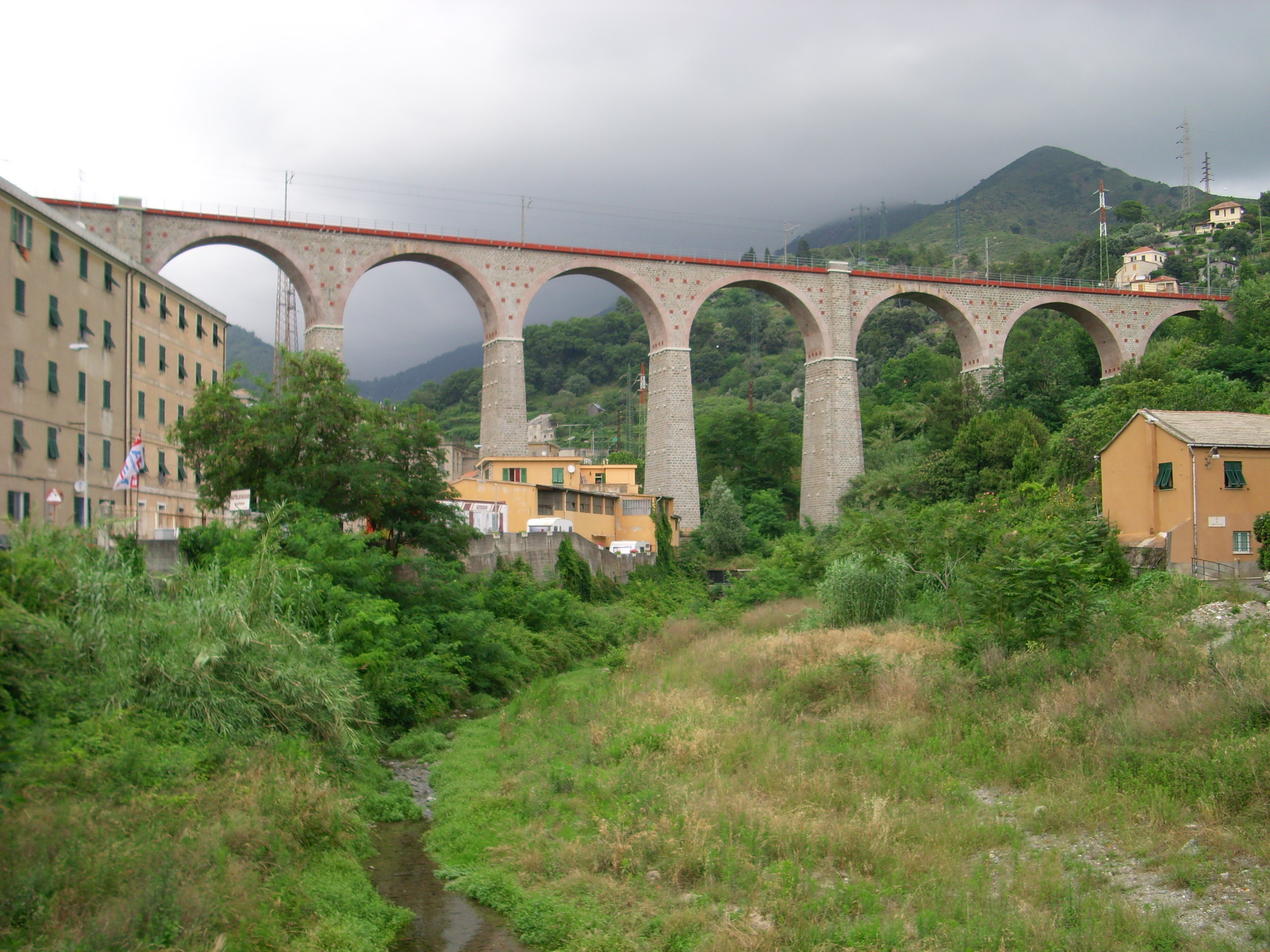
Il ponte ferroviario della linea Genova-Ovada-Acqui in località Panigaro, tra le stazioni di Genova Borzoli e Genova Costa

Sestri Ponente è attraversata, sulla costa, dalla linea ferroviaria Genova-Ventimiglia, sul cui percorso ha una stazione molto utilizzata dai pendolari e, sulla collina, dalla linea Asti-Genova, su cui si trova la fermata di Genova Costa di Sestri Ponente (inaugurata il 25 settembre 1994).

### Aeroporto
Genova aveva uno scalo aeroportuale già nel primo dopoguerra quando piccoli idrovolanti potevano decollare ed atterrare sul mare antistante Sestri e Cornigliano; ma è solo nel 1962 che viene inaugurato lo scalo aeroportuale, realizzato con il riempimento del mare e nel 1986 viene inaugurata la nuova aerostazione intitolata a Cristoforo Colombo. Primo aeroporto regionale per traffico, è spesso utilizzato come scalo di supporto per gli aeroporti del nord Italia in concomitanza con le chiusure per nebbia. Nel 2006 il traffico di passeggeri è leggermente cresciuto rispetto agli anni precedenti, attestandosi poco sotto il milione e centomila passeggeri ma nonostante tutto stenta a decollare e a conquistare un posto di rispetto nel sistema aeroportuale italiano.

### Porto turistico
Denominato Marina di Genova Aeroporto, offre quasi 2 000 posti barca e può ospitare yacht fino a 90 metri di lunghezza con tutti i più moderni servizi per la nautica da diporto. Ci sono, inoltre, numerosi posti barca sono tradizionalmente gestiti da decenni da associazioni sportive, pescatori e da una sezione della Lega navale italiana.
Il nuovo complesso si completa con un hotel, ristoranti, bar ed alcuni edifici residenziali.

## Sport
Sestri Ponente vanta una secolare tradizione in campo sportivo.
La più antica società sportiva ancora in attività è l'Unione Sportiva Sestri Ponente 1897, attiva nella ginnastica artistica, che ha la sua sede presso la palestra situata dietro il rinnovato teatro Verdi.
Nel calcio sono attive la FS Sestrese 1919, il GS Virtusestri, la Polisportiva Arci Merlino & 8 marzo e la San Giovanni Battista calcio 
La FS Sestrese 1919, più blasonata, dopo un passato abbastanza glorioso (Serie B), nell'anno 1990/91 ha vinto la Coppa Italia Dilettanti disputando la finale contro il Castrovillari Calcio. Nel 2007 ha vinto il campionato di Eccellenza conquistando la promozione in Serie D, mentre la seconda milita nei campionati minori dopo aver raccolto, nel 2003, l'eredità nella storica e disciolta U.S. Virtus Sestri 1917.
La Fratellanza Sportiva Sestrese nel passato ha vinto anche ben 5 campionati nazionali di tamburello. Inoltre annovera nel suo albo d'oro un portiere, Giovanni Costa che ha giocato in nazionale maggiore nel match "Italia - Austria" del 1924, disputato allo stadio di Marassi e perso dagli azzurri per 4-0 contro i forti austriaci.
Il GS Virtusestri è attivo anche nella pallavolo sport dove, con la sezione femminile, milita nel campionato di Serie C.
Nella pallanuoto la squadra del Centro Nuoto Sestri milita nella Serie B maschile, Girone 1.
Nella pallacanestro la A.S.D. Pallacanestro Sestri disputa il campionato di Serie B.
Nel ciclismo, invece, è presente la Ciclistica Sestri Ponente nata nel 1992 dalla fusione Gruppo Ciclistico Serra con il Gruppo Sportivo Giglio Bagnara. Nel 2016 nasce la ASD Monte Gazzo Outdoor che si occupa di recupero e manutenzione del territorio (grazie ai soci volontari) ed anche del suo rilancio mediante la pratica sportiva di discipline outdoor (mountain bike, trail runner, camminata sportiva, ecc.)
Nel karate è presente una sezione del Dojo Ronin, nato nel 1986. La sezione sestrese è nata nel 2013.
Nel canottaggio, invece, è presente la Canottieri Sampierdarenesi che si è trasferita a Sestri dopo la nascita a Sampierdarena nel 1920.